# Operazione Rheinübung
L'Operazione Rheinübung (in tedesco Unternehmen Rheinübung) è stata un'operazione messa in atto dalla Kriegsmarine tedesca nell'Atlantico settentrionale tra il 18 maggio e il 1º giugno 1941, nell'ambito della cosiddetta «battaglia dell'Atlantico» della seconda guerra mondiale. Secondo il piano originale, l'operazione doveva consistere in un raid contro i convogli navali alleati diretti nel Regno Unito da parte di una divisione navale tedesca composta da due unità recentemente entrate in servizio con la Kriegsmarine, la nave da battaglia Bismarck (comandante Ernst Lindemann) e l'incrociatore pesante Prinz Eugen (comandante Helmut Brinkmann), sotto il comando del viceammiraglio Günther Lütjens.
Salpate il 18 maggio 1941, le unità tedesche si diressero verso nord al fine di entrare in Atlantico attraverso lo stretto di Danimarca, mentre varie squadre navali della Royal Navy britannica si lanciavano al loro inseguimento; il 24 maggio le navi di Lütjens affrontarono una formazione navale britannica guidata dal viceammiraglio Lancelot Holland nella battaglia dello stretto di Danimarca, durante la quale il grande incrociatore da battaglia britannico HMS Hood fu affondato. Danneggiata nello scontro, la Bismarck si separò dal Prinz Eugen e cercò di rientrare nel porto francese di Brest, mentre forti contingenti della Home Fleet dell'ammiraglio John Tovey e della Force H dell'ammiraglio James Somerville conversero sulla sua posizione.
Dopo vari tentativi di seminare i suoi inseguitori, nel tardo pomeriggio del 26 maggio la Bismarck fu gravemente danneggiata al timone da un attacco di velivoli decollati dalla portaerei britannica HMS Ark Royal; ormai incapace di governare, la nave da battaglia tedesca fu raggiunta dalle unità di Tovey e affondata alle 10:36 del 27 maggio, a circa 600 km dalla costa francese, con la perdita di 2 091 uomini, mentre il Prinz Eugen riuscì a raggiungere indenne il porto di Brest, nella Francia, il 1º giugno seguente.

## La battaglia dell'Atlantico
Durante entrambe le guerre mondiali, il Regno Unito dipese dalla sua marina mercantile per l'approvvigionamento di cibo e di altre materie essenziali, provenienti sia dagli Stati Uniti sia dai propri possedimenti coloniali. Per i trasporti navali lungo le rotte commerciali, disponeva di una flotta mercantile imponente che, al 3 settembre 1939, data della sua entrata in guerra, ammontava a circa 21 000 000 di tonnellate di stazza lorda. Nello stesso periodo la Kriegsmarine, la cui strategia prevedeva teoricamente di contrastare tali collegamenti marittimi, disponeva di una flotta di superficie insufficiente, con sole due navi da battaglia e nessuna portaerei, mentre la Royal Navy britannica ne possedeva rispettivamente quindici e sei, e di una flotta sottomarina dotata di 56 U-Boot, un numero che il Befehlshaber der U-Boote, l'ammiraglio Karl Dönitz, giudicò assolutamente inadeguato per distruggere il traffico mercantile diretto in Gran Bretagna.
Grandi sforzi furono compiuti dai britannici allo scopo di proteggere questi vitali collegamenti che, a dispetto delle enormi perdite patite quantificate in circa 14 000 000 di tonnellate di naviglio mercantile affondato nel periodo tra il 1939 e il 1945, risultarono indispensabili anche agli altri paesi Alleati belligeranti in entrambe le guerre mondiali; l'importanza del mantenimento della sicurezza delle rotte fu riconosciuta non solo da Winston Churchill, Primo lord dell'ammiragliato fino all'11 maggio 1940 e successivamente Primo ministro per gran parte del conflitto, il quale, al termine della seconda guerra mondiale, riconobbe che l'offensiva degli U-Boot contro i collegamenti marittimi fu la minaccia nemica che gli causò i maggiori timori, ma anche dallo stesso Adolf Hitler che, a conflitto in corso, sostenne che gli U-Boot sarebbero stati "l'arma decisiva". La battaglia dell'Atlantico della prima guerra mondiale e quella della seconda videro confrontarsi le forze britanniche e tedesche, appoggiate dai loro alleati ed esercitarono una profonda influenza sull'esito delle guerre mondiali e sullo sviluppo di armi e tecniche di lotta subacquea e antisommergibile.

## Antefatti

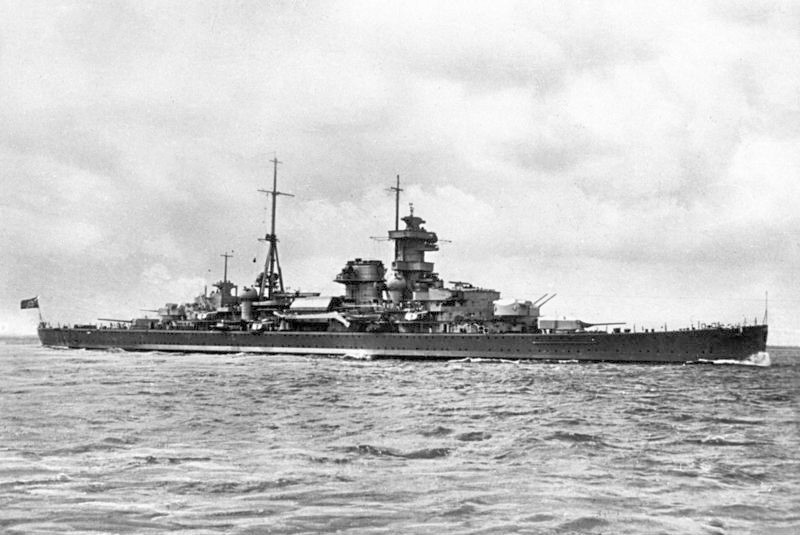
L'incrociatore pesante tedesco Admiral Hipper

Nel maggio 1941, gli incrociatori da battaglia della Kriegsmarine Scharnhorst e Gneisenau e l'incrociatore pesante Admiral Hipper erano di base a Brest, sulla costa atlantica francese, e la loro presenza costituiva una seria minaccia alla navigazione dei convogli diretti in Gran Bretagna; nel periodo tra la fine di gennaio e la fine di marzo infatti, i primi due, al comando dell'allora contrammiraglio Lütjens, avevano effettuato, dopo aver forzato il varco tra l'Islanda e le isole Fær Øer, una riuscita crociera nell'Atlantico centrale, denominata "operazione Berlin", durante la quale avevano affondato 22 mercantili rientrando poi a Brest senza subire alcun danno. Queste vittorie si erano aggiunte a quelle conseguite dalla corazzata tascabile Admiral Scheer la quale, nella sua crociera durata circa cinque mesi, aveva affondato o catturato altri 17 mercantili, rientrando senza danni alla base di Bergen, in Norvegia. Per arginare la minaccia rappresentata dalle due grandi navi di superficie tedesche, l'Ammiragliato britannico dispose di bloccare il porto di Brest con navi appartenenti alla Home Fleet e alla Force H, le quali si alternarono in operazioni di pattugliamento posando anche un grande numero di mine; queste navi però vennero presto ritirate per essere destinate a compiti di scorta per i convogli truppe in viaggio per il Medio Oriente.

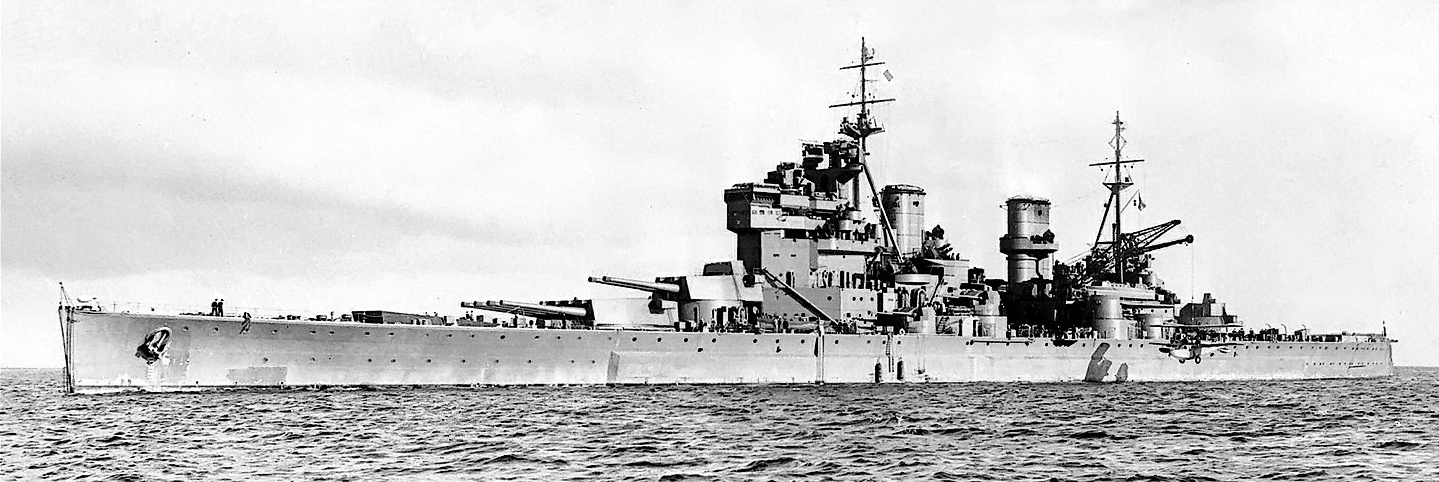
La nave da battaglia britannica HMS Prince of Wales

La flotta di superficie tedesca venne in seguito integrata da due potenti e moderne corazzate: la Bismarck e la Tirpitz, la quale stava terminando le prove in mare nel Baltico e sarebbe stata operativa ai primi di luglio. L'entrata in servizio di queste navi suscitò la viva preoccupazione di Churchill, il quale ebbe a commentare che, se le due grandi navi da battaglia fossero state impiegate congiuntamente, per la prima volta la Royal Navy si sarebbe trovata di fronte a due unità di potenza pari o superiore alle sue due unità più moderne, le corazzate HMS King George V e HMS Prince of Wales. Tuttavia, mentre la prima nave tedesca venne assegnata, insieme all'incrociatore pesante Prinz Eugen, a rinforzare la già consistente forza navale presente a Brest, la seconda sarebbe stata successivamente inviata, dopo l'inizio dell'operazione Barbarossa, in Norvegia, con il duplice incarico di caccia ai convogli che transitavano per la rotta artica diretti in Unione Sovietica e con la funzione ulteriore di esercitare un ruolo di flotta in potenza (fleet in being). La situazione, nell'aprile del 1941, si presentava favorevole per la Germania, poiché solo nei due mesi precedenti il tonnellaggio di naviglio mercantile affondato, per opera sia degli U-Boot sia delle navi corsare, aveva raggiunto la somma di oltre un milione di tonnellate, e il momento venne ritenuto idoneo per sferrare un'ulteriore offensiva: l'"operazione Rheinübung" ("esercitazione sul Reno").
Per affrontare questa nuova minaccia i britannici avevano stazionato a Scapa Flow le moderne navi da battaglia HMS King George V e HMS Prince of Wales, oltre al famoso incrociatore da battaglia HMS Hood, per oltre venti anni la nave da guerra più grande e prestigiosa della Royal Navy. Altrove, a Gibilterra, Halifax e in mare si trovavano gli incrociatori da battaglia Renown e Repulse e le corazzate HMS Revenge, HMS Nelson, Rodney e Ramillies: si trattava di navi potenti, armate con cannoni calibro 381 o 406 mm, ma sia gli incrociatori da battaglia sia le due corazzate della classe Nelson erano unità obsolete, lente e in alcuni casi insufficientemente corazzate. A esse si aggiungevano le portaerei Ark Royal e HMS Victorious, dotate di aerei antiquati ed equipaggi ancora scarsamente addestrati. Incrociatori e pattuglie aeree provenienti da basi su entrambi i lati dell'Atlantico e alle Azzorre fornivano capacità di ricognizione alla flotta e uno strumento per la caccia ai sommergibili. Sempre in mare, o pronti a salpare, vi erano in quel momento undici convogli, compreso un trasporto truppe, il Britannic, scortato dalla HMS Rodney diretta a Boston per urgenti lavori di manutenzione, e da quattro cacciatorpediniere della classe Tribal, Eskimo, Tartar, Mashona e Somali.

## Teatro delle operazioni

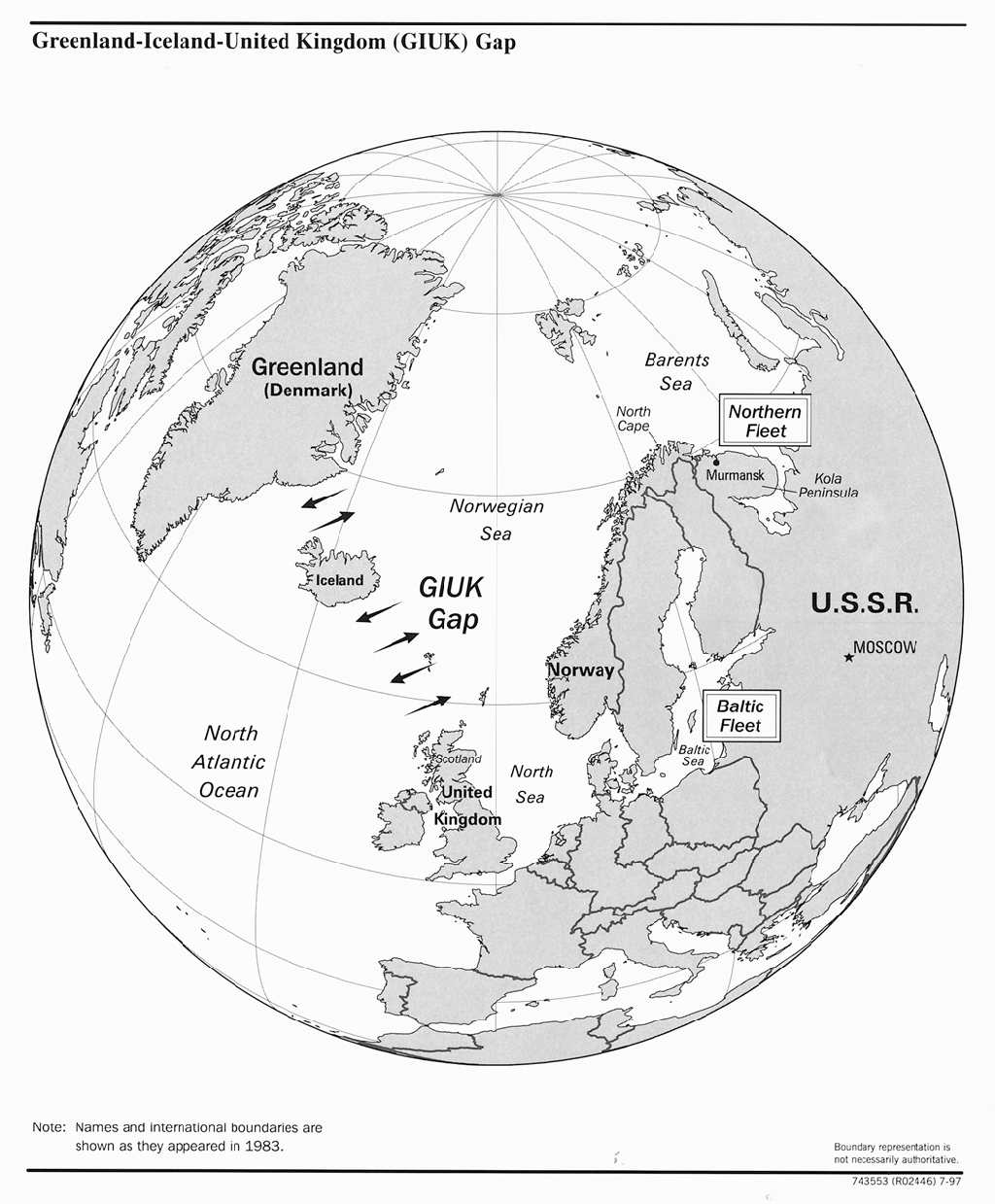
Il GIUK gap

Il teatro delle operazioni era vastissimo e corrispondeva a tutto l'Atlantico del Nord, al Mare del Nord e al Mar Glaciale Artico, delimitato a ovest dalla Groenlandia, a sud-est dalla costa atlantica europea, a nord dalla calotta polare, a est dalla Norvegia. Al centro della parte est si trovavano le Isole britanniche, dalle quali partivano i voli di ricognizione a lungo raggio della Royal Air Force e le varie unità della Royal Navy. All'epoca, gli Stati Uniti d'America non erano ancora entrati in guerra, e quindi le unità statunitensi che pattugliavano l'Atlantico si limitavano a prestare soccorso ai naufraghi delle navi silurate ed eventualmente a fornire informazioni alla Royal Navy. Comunque, gli Stati Uniti, nell'ottica di prepararsi alla guerra, avevano inviato un nucleo di piloti della US Navy Reserve in Gran Bretagna, con la motivazione ufficiale di addestrare i britannici al pilotaggio dei 200 idrovolanti Consolidated PBY Catalina acquistati con il Lend-Lease e consegnati al Royal Air Force Coastal Command, dei quali quelli già operativi erano assegnati a due squadriglie che pattugliavano l'Atlantico; oltre a ciò, l'incarico degli istruttori statunitensi era anche quello di studiare le procedure operative del Commonwealth britannico e accumulare così esperienza operativa. A questa fornitura di aerei se ne aggiungeva una navale di 50 cacciatorpediniere vecchi ma veloci, dei quali 27 della classe Wickes, ceduti ai britannici e ai canadesi, che avevano iniziato anch'essi il pattugliamento e la scorta ai convogli, secondo l'accordo Destroyers-for-Bases-Deal ("cacciatorpediniere in cambio di basi") del 1940.
Esistevano dei passaggi obbligati per accedere in Atlantico da parte tedesca; oltre al canale de La Manica, molto sorvegliato e stretto, nel quale era estremamente improbabile che la Bismarck potesse passare inosservata, vi era il cosiddetto GIUK gap, cioè l'insieme dei varchi tra Gran Bretagna e Groenlandia, comprendente tre varchi: quello tra Scozia e isole Fær Øer, relativamente angusto e vicinissimo alle basi britanniche, quello tra le Fær Øer e l'Islanda, ampio ma fortemente pattugliato da navi britanniche stanziate anche in Islanda, e lo stretto di Danimarca tra Islanda e Groenlandia, isole nominalmente danesi ma controllate dagli Alleati; sul fondo di quest'ultimo era inoltre stato posato uno sbarramento di mine a ridosso della costa islandese, e il pericolo era aumentato anche dai ghiacci, che nel periodo primaverile circondavano ancora la Groenlandia, rendendo il punto di passaggio ancora più difficilmente percorribile.

## Forze in campo
Le forze in campo coinvolte da parte alleata furono numerose, comprendendo anche la scorta di diversi convogli che in determinate fasi vennero stornate dal loro compito iniziale per partecipare alla caccia. Anche i tedeschi coinvolsero numerose unità logistiche e meteorologiche, oltre a vari sbarramenti di U-Boot. In tempi diversi comparvero anche due navi neutrali, una statunitense e una spagnola.

### Alleati
- Navi da battaglia HMS King George V, Prince of Wales, Ramillies e Rodney.
- Incrociatori da battaglia HMS Hood, Repulse e Renown.
- Portaerei HMS Victorious (con a bordo gli 800Z e 825 Naval Air Squadron) e Ark Royal (con a bordo gli 810, 818 e 820 Naval Air Squadron aerosiluranti, 807 Naval Air Squadron, 808 Naval Air Squadron caccia-ricognitori) – velivoli Fairey Swordfish e Fairey Fulmar.
- Incrociatori pesanti HMS Suffolk, Norfolk, Dorsetshire.
- Incrociatori leggeri HMS Galatea, Aurora, Neptune, Hermione, Arethusa, Birmingham e Sheffield.
- Cacciatorpediniere HMS Achates, Antelope, Jupiter, Electra, Icarus, Punjabi, Mashona, Cossack, Sikh, Zulu, Maori, Tartar, Sherwood e Hesperus, HMCS Assiniboine, Saguenay e Columbia (canadesi), ORP Piorun (polacco).
- Sommergibili HMS H44, Sealion, Seawolf.

### Asse
- Nave da battaglia Bismarck.
- Incrociatore pesante Prinz Eugen.
- Cacciatorpediniere Z10 Hans Lody, Z16 Friedrich Eckoldt e Z23.
- U-Boot U-46, U-48, U-66, U-73, U-74, U-93, U-94, U-98, U-108, U-138, U-552, U-556 e U-557.
- Sommergibile Agostino Barbarigo (italiano).
- Navi meteorologiche Sachsenwald, Lauenburg e Freese.
- Petroliere Belchen, Egerland, Esso Hamburg, Friedrich Breme, Heide, Lothringen, Weisenburg e Wollin.
- Navi appoggio Gonzenheim e Kota Penang.
- Dragamine della 5ª Flottiglia.

### Neutrali
- cutter USCGC Modoc della United States Coast Guard, avvistò la Bismarck al largo della Groenlandia poco prima di un attacco aereo britannico.
- Incrociatore pesante Canarias, dell'Armada Española, che venne inviato alla ricerca dei naufraghi della Bismarck.

## Piani operativi

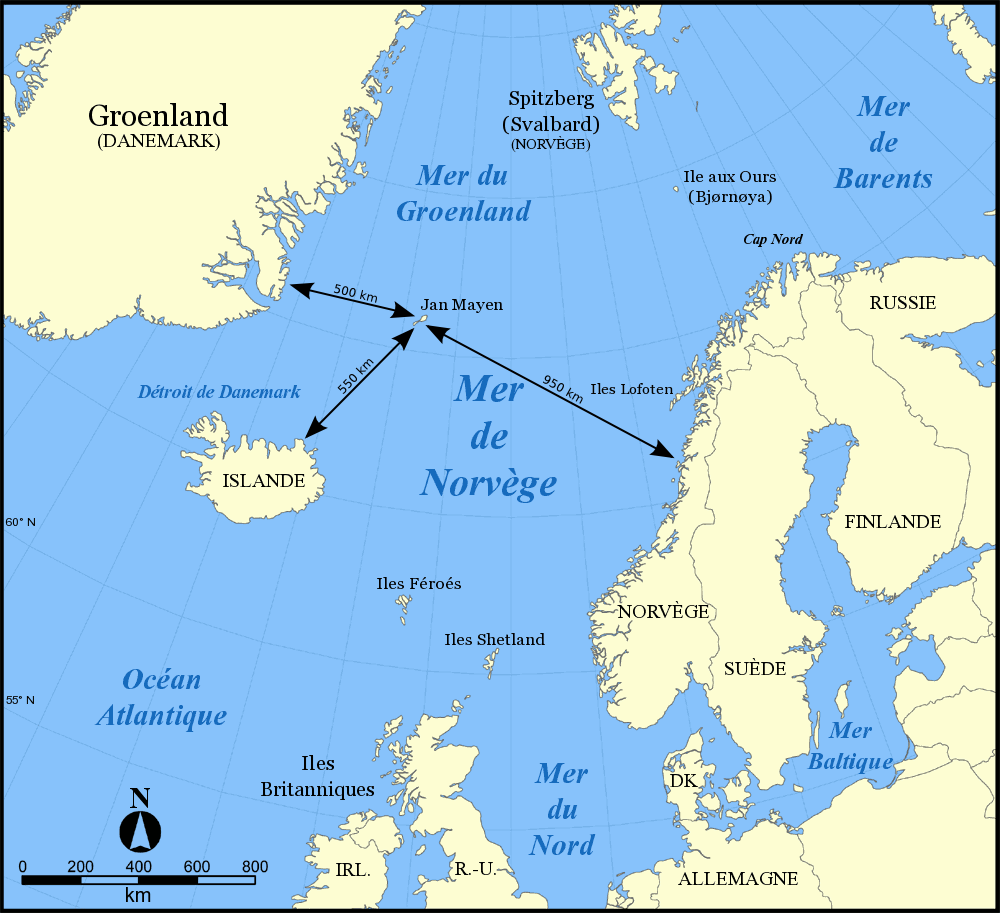
Posizione dell'isola di Jan Mayen nel mare di Norvegia

Il piano dell'operazione Rheinübung prevedeva la partenza da Brest degli incrociatori da battaglia Scharnhost e Gneisenau, con rotta a nord della Francia, per dirigersi nell'Atlantico centrale con l'incarico di attaccare i convogli diretti in Gran Bretagna mentre la Bismarck e il Prinz Eugen, superato lo stretto di Danimarca, sarebbero sopraggiunte da nord creando una sorta di tenaglia, che avrebbe distolto le grandi unità britanniche dalla scorta ai convogli e consentito alla "squadra di combattimento", formata dai due incrociatori, di attaccarli mentre si trovavano indifesi. Le due squadre tedesche sarebbero state accompagnate da una flotta di appoggio: le petroliere Weissenburg e Heide avrebbero stazionato all'estremo nord, mentre verso la costa sud della Groenlandia si sarebbero disposte le petroliere Belchen e Lothringen, le navi appoggio Gonzenheim e Kota Penang, con altre due petroliere (Friedrich Breme ed Esso Hamburg) e una nave logistica, la Egerland, in prossimità delle Azzorre, che solo nel 1943 sarebbero divenute basi di velivoli di pattugliamento a lungo raggio alleati; salparono inoltre varie navi meteorologiche e la petroliera Wollin si riposizionò a Bergen, nella Norvegia occupata, mentre i sommergibili avrebbero svolto compiti di ricognizione.

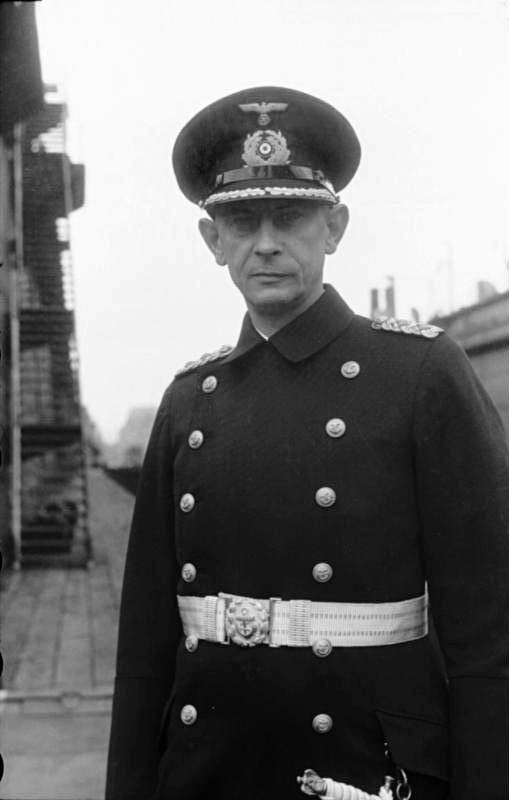
Il capitano di vascello Ernst Lindemann, comandante della Bismarck

Un limite all'attuabilità del piano era costituito dalla scarsa autonomia del Prinz Eugen, di circa 8 000 miglia alla velocità di 20 nodi, che scendevano però drasticamente in caso di percorsi ad alta velocità; un altro problema era rappresentato dalla scelta da attuare sul percorso verso l'Atlantico, visto che tutti i varchi erano pattugliati da navi britanniche: le raccomandazioni iniziali del "Gruppo navale nord", sotto il cui comando operativo erano poste inizialmente le navi, erano di dirigere su Bergen dove rifornire al massimo le navi e poi passare per il varco Islanda-Fær Øer, ma Lütjens decise di rifornirsi più a nord presso l'isola di Jan Mayen e passare per lo stretto di Danimarca, percorso più lungo ma che riteneva meno pattugliato, anche se l'Islanda, occupata dal maggio 1940, ospitava una base navale alleata a Reykjavík e una aerea a Keflavík.

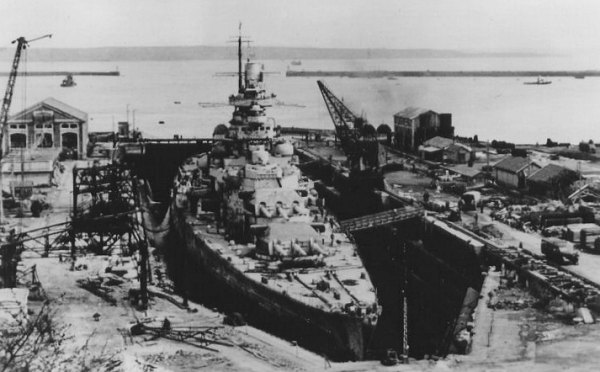
Lo Gneisenau in bacino a Brest nell'aprile del 1942 dopo il siluramento

L'inizio dell'operazione subì gravi imprevisti e ritardi: immediatamente dopo l'approvazione del piano, avvenuta il 2 aprile 1941 dallo stato maggiore della Kriegsmarine, lo Scharnhost dovette essere sottoposto a urgenti lavori di riparazione alle caldaie che si sarebbero protratti fino a giugno; anche lo Gneisenau, rimasto l'unico braccio meridionale della tenaglia, venne a mancare quando, il 6 aprile seguente, venne silurato da un aereo britannico del Royal Air Force Coastal Command che gli spezzò un asse portaelica e allagò due locali macchine, bloccando la nave per sei mesi. Il Prinz Eugen, a sua volta, il 24 aprile urtò una mina magnetica che non fece danni gravi ma obbligò la nave a rimanere ferma per due settimane di lavori; il tempo che passava portava sempre più nella stagione delle notti nordiche corte, che avrebbero diminuito per la squadra da battaglia le possibilità di passare inosservata per un numero rilevante di ore al giorno.
Il Großadmiral Erich Raeder, comandante della Kriegsmarine, si incontrò con Lütjens per decidere se posticipare l'operazione, tenendo conto che ai primi di luglio anche la Tirpitz sarebbe stata pronta e avrebbe quindi potuto unirsi alla sua squadra; Raeder, tuttavia, ritenne che l'azione avrebbe dovuto procedere secondo i piani: la Bismarck avrebbe fatto da esca, con lo scopo di attirare le navi da battaglia britanniche lontano dai convogli che sarebbero stati contemporaneamente attaccati dal Prinz Eugen, e Raeder dispose l'inizio dell'operazione per la fine del mese.
La squadra navale di Lütjens, composta dalla Bismarck, comandata dal capitano di vascello Ernst Lindemann, e dal Prinz Eugen, comandato dal capitano di vascello Helmut Brinkmann, si trovava a Gotenhafen quando ricevette, il 5 maggio, la visita di Hitler, il quale non mancò di esprimere la propria preoccupazione per la sortita di due sole navi con la prospettiva di trovarsi contro un preponderante numero di forze nemiche superiori; Lütjens rispose che la potenza e la velocità della Bismarck le avrebbero consentito di affrontare le navi da battaglia britanniche una alla volta, ma espresse però la propria preoccupazione per gli attacchi degli aerosiluranti provenienti dalle portaerei, e, il 18 maggio, le due navi salparono alla volta della Norvegia.

## L'operazione

### La partenza e i primi avvistamenti

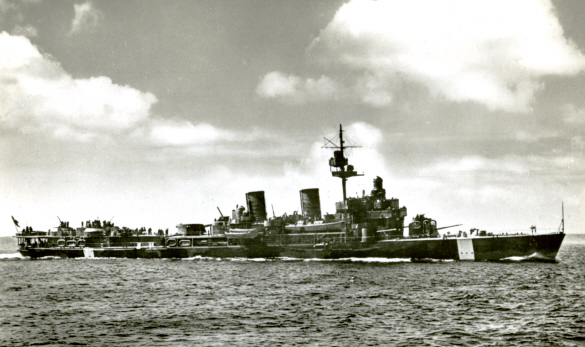
L'incrociatore portaidrovolanti svedese Gotland

Le due navi tedesche salparono il 18 maggio 1941, entrambe dopo essere state sottoposte a un'operazione di camuffamento, con la verniciatura sia di onde a prua e a poppa sia di strisce bianche e nere lungo lo scafo, allo scopo di fuorviare i sommergibili, avanzando separate verso nord per poi riunirsi il giorno 20 per entrare nel Kattegat e proseguendo verso nord, transitando poi nello Skagerrak, lungo la costa svedese. La scorta lungo il primo tratto del percorso e attraverso gli stretti danesi fu garantita dai cacciatorpediniere Z16 Friedrich Eckoldt e Z23 e dagli Sperrbrecher 13 e 31, mentre durante il tragitto fino alle coste norvegesi le navi di Lütjens furono accompagnate dal cacciatorpediniere Z10 Hans Lody e dai dragamine della 5ª Flottiglia.
Nelle prime ore del 21 maggio il Secret Intelligence Service britannico, su segnalazione proveniente dal servizio informazioni del governo svedese, informò l'Ammiragliato che due grandi navi da guerra tedesche erano state avvistate nello stretto: l'incrociatore portaidrovolanti svedese HMS Gotland, in missione di pattugliamento, aveva registrato il transito delle navi di Lütjens, e il vicecapo del servizio segreto svedese, maggiore Törnberg, passò l'informazione al colonnello Roscher Lund, addetto militare del governo norvegese in esilio a Londra, il quale la riferì poi all'addetto navale britannico; l'identità delle due navi non era però ancora stata accertata. L'informazione lo stesso giorno ricevette conferma sia dalla resistenza norvegese, un cui membro di base a Kristiansand avvistò le due navi e le segnalò all'Ammiragliato britannico, sia da un aereo del Coastal Command, che avvistò le due navi tedesche nei pressi di Bergen.

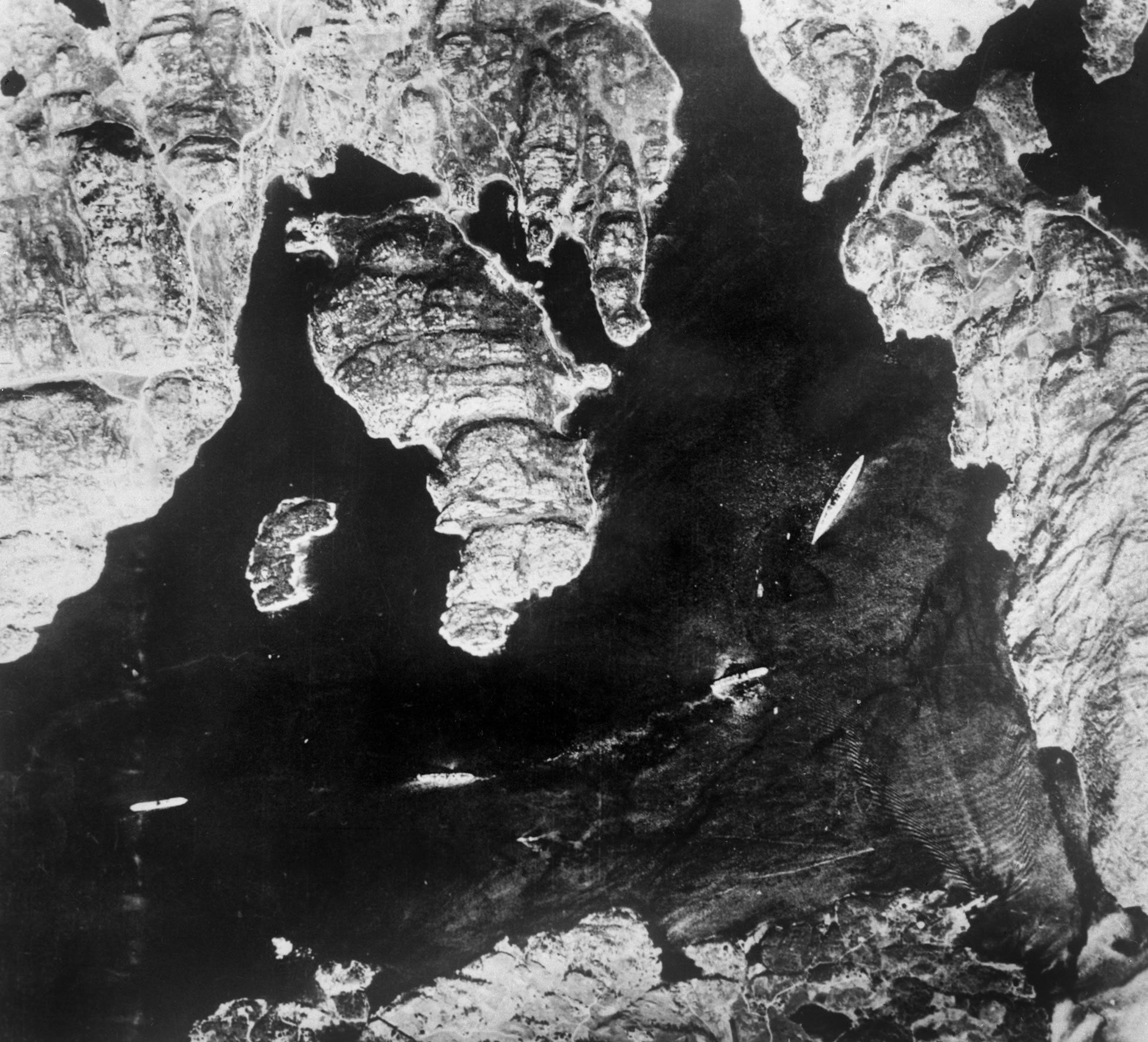
La foto scattata dal tenente Michael Suckling, a bordo di uno Spitfire, raffigurante la Bismarck in un fiordo norvegese

La mattina del 21 maggio la Bismarck e il Prinz Eugen entrarono nel fiordo di Bergen e la possibile sosta sorprese molti degli ufficiali delle due unità tedesche, in quanto la velocità era l'elemento primario per realizzare l'effetto sorpresa e per diminuire il pericolo di venire scoperti, unito al fatto che la Norvegia era facilmente raggiungibile dagli aerei da ricognizione britannici provenienti dalla Scozia; nonostante questo Lütjens dette ordine alla Bismarck di attraccare nel fiordo di Grimstad e al Prinz Eugen nella baia di Kalvanes. Durante la sosta Lütjens dette inoltre ordine di riverniciare lo scafo delle due navi con la pittura grigia, allo scopo di occultarne la vista attraverso la foschia ma, mentre il Prinz Eugen si rifornì di carburante, la Bismarck evitò di farlo, nonostante ne avesse già consumato circa 1 000 tonnellate da quando era salpata, forse con l'intento di muoversi più velocemente e di rifornirsi in mare da una nave cisterna, distante un solo giorno di navigazione.
Il 22 maggio nel Korsfjord vennero avvistate nuovamente le due navi alle 13:15, da uno Spitfire da ricognizione britannico che fotografò la Bismarck da un'altezza di 7 620 metri e le informazioni vennero prontamente riferite all'Ammiragliato; poiché il comandante del Coastal Command, maresciallo dell'aria sir Frederick Bowhill, volle far esaminare il materiale dal suo stato maggiore, si perse ulteriore tempo perché le foto dovettero essere portate a Londra in modo avventuroso con lo stesso Spitfire che le aveva scattate, e fu solo all'alba del giorno dopo che arrivò la conferma dell'avvistamento in base alla interpretazione fotografica. Nel frattempo, dopo che l'ammiraglio Tovey era giunto ad analoghe conclusioni, la squadra del contrammiraglio Lancelot Holland, costituita dallo HMS Hood, comandato dal capitano di vascello Ralph Kerr, e dalla HMS Prince of Wales, comandata dal capitano di vascello John Leach, insieme alla loro scorta di cacciatorpediniere, era in rotta per lo stretto di Danimarca, ritenuto il passaggio più probabile per le unità di superficie tedesche, dove erano già di pattuglia due incrociatori classe County, l'HMS Norfolk, comandato dal capitano di vascello A.J.L. Phillips, e l'HMS Suffolk, comandato dal capitano di vascello Robert Meyric Ellis e con a bordo il comandante della 1ª divisione incrociatori, il contrammiraglio Frederic Wake-Walker; il dispositivo di sorveglianza era completato dagli incrociatori classe Town HMS Manchester, comandato dal capitano di vascello Harold Drew, e HMS Birmingham, che incrociavano le acque tra l'Islanda e le isole Fær Øer. A Scapa Flow, in attesa di salpare, si trovavano la nave ammiraglia HMS King George V, comandata dal capitano di vascello Wilfrid Rupert Patterson e sulla quale si trovava l'ammiraglio della Flotta Sir John Tovey, comandante in capo della Home Fleet, e quattro incrociatori: i due incrociatori leggeri classe Arethusa Galatea e Aurora, l'incrociatore classe Crown Colony HMS Kenya e l'incrociatore classe Dido Hermione, oltre a 7 cacciatorpediniere.

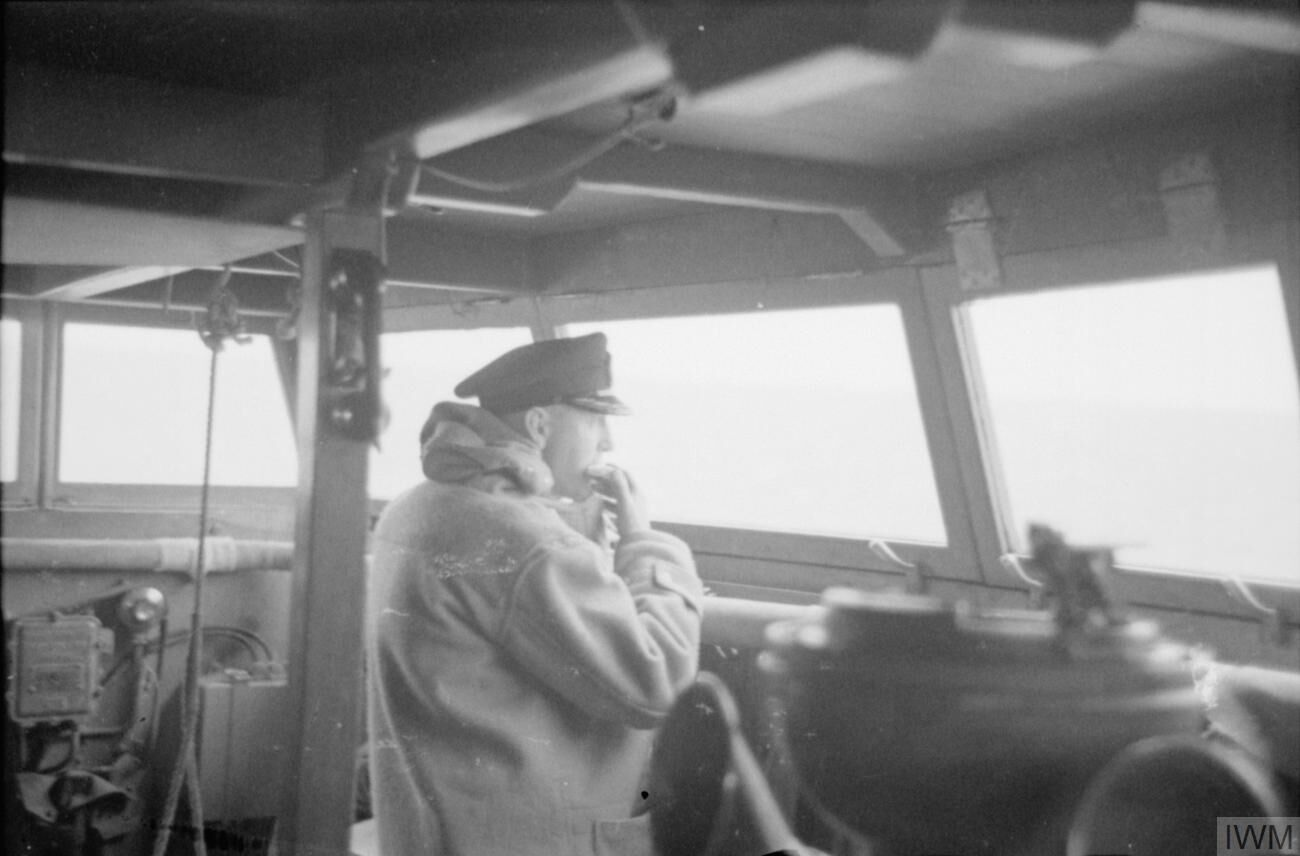
Il capitano di vascello Robert Meyric Ellis, capitano dell'incrociatore classe County Suffolk, primo ad avvistare la Bismarck

Una volta avuta la definitiva conferma della presenza della squadra tedesca nelle acque norvegesi, diretta verso il mare del Nord, l'ammiraglio John Tovey salpò con la corazzata HMS King George V insieme alla portaerei HMS Victorious, comandata dal capitano di vascello H.C. Bowell, accompagnate dalla loro scorta, per unirsi alle navi già in mare; nel frattempo l'incrociatore da battaglia HMS Repulse, scortato dai cacciatorpediniere Assiniboine, HMS Legion e Saguenay, si diresse verso nord, raggiungendo la zona di operazioni il mattino del 23 maggio. La Victorious era però entrata in servizio soltanto il 14 maggio, pochi giorni prima, e imbarcava due scarne squadriglie "operative" della Fleet Air Arm composte da pochi piloti in servizio attivo e il resto da riservisti: l'800Z Squadron equipaggiato con Fairey Fulmar e l'825 Squadron comandato dal lieutenant commander (capitano di corvetta) Eugene Esmonde, con soli nove Fairey Swordfish Mk I; questi erano dei lenti biplani con tre uomini di equipaggio soprannominati stringbag ("borse a rete") per i tiranti che collegavano l'ala superiore con quella inferiore, ma che furono i protagonisti degli attacchi con siluri della FAA fino alla fine della guerra. In realtà gli equipaggi degli Swordfish erano in addestramento e alcuni di loro si trovavano per la prima volta su una portaerei.
La sera del 23 maggio l'HMS Suffolk e l'HMS Norfolk avvistarono la Bismarck e il Prinz Eugen nei pressi delle coste della Groenlandia, all'ingresso dello stretto di Danimarca; l'avvistamento venne segnalato all'Ammiragliato ma, dopo alcune salve sparate dalla Bismarck verso il Suffolk, venne dato ordine ai due incrociatori britannici, decisamente inferiori come armamento, di pedinare le due navi tedesche rimanendo fuori tiro. Le unità britanniche seguirono la squadra tedesca a una distanza di 16 miglia a poppa delle due navi tedesche e, mentre il radar del Suffolk gli consentiva di seguirle, le salve sparate dalla Bismarck avevano messo fuori uso il suo radar anteriore e Lütjens dovette ordinare al Prinz Eugen di passare avanti; alle ore 22:00 il comandante tedesco ordinò una virata di 180° gradi, sperando di sorprendere gli inseguitori, ma grazie al radar i due incrociatori britannici riuscirono a dileguarsi e la squadra tedesca riprese la sua rotta verso sud; lo sganciamento del Suffolk e del Norfolk fece tuttavia perdere loro il contatto con le due navi tedesche, ma l'ultimo rapporto proveniente dal Suffolk, inviato alle ore 24:00, fece ritenere al contrammiraglio Lancelot Holland che l'HMS Hood si trovasse ormai a sole 120 miglia dalla Bismarck e dal Prinz Eugen.

### La battaglia dello stretto di Danimarca

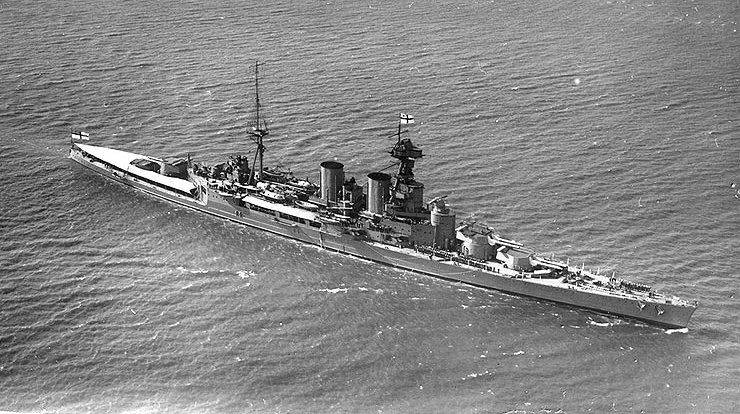
L'incrociatore da battaglia britannico Hood, sul quale era imbarcato il comandante di squadra, il viceammiraglio Lancelot Holland

Alle ore 00:14 del 24 maggio Holland si diresse verso nord, ritenendo che la squadra tedesca stesse inseguendo i due incrociatori britannici, e ordinò di ridurre la velocità da 30 a 25 nodi; due minuti dopo sulle navi della flotta britannica venne dato il segnale action stations ("posti di combattimento"), stimando che il contatto con il nemico sarebbe avvenuto intorno alle ore 01:40 nonostante nell'ultimo rapporto inviato dai due incrociatori dalla squadra di Wake-Walker fosse stato comunicato che, a causa di una tempesta di neve, il contatto radar era stato perduto; Holland dispose quindi che, se il nemico non fosse stato avvistato per le ore 02:10, lo Hood e la Prince of Wales che lo seguiva avrebbero fatto rotta verso sud in attesa di ristabilire il contatto, lasciando che fossero i cacciatorpediniere di scorta a proseguire la ricerca verso nord.

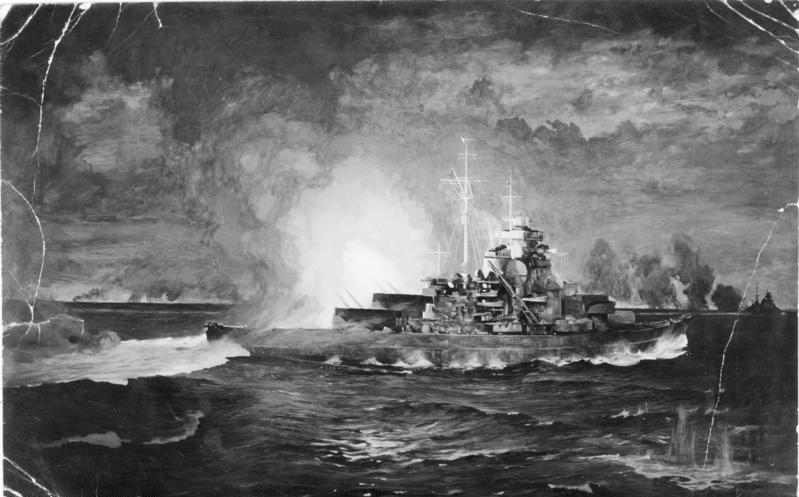
Il Prinz Eugen e la Bismarck durante la battaglia contro lo Hood e la Prince of Wales, in una tempera di Julius C. Schmitz

Il Suffolk riprese il contatto radar con la squadra tedesca alle ore 02:47, fornendo la sua velocità e la sua rotta, e comunicando che essa aveva proseguito verso sud e che non sembrava avesse modificato la presunta intenzione di entrare in Atlantico; la squadra britannica aumentò la velocità a 28 nodi per recuperare il ritardo dovuto alla diversione verso nord; alle ore 03:40 iniziò a rischiarare, facendo ritenere a Holland che un'ora dopo la visibilità sarebbe stata di circa 12 miglia e che sarebbe stato possibile lanciare l'aereo da ricognizione dalla Prince of Wales, ma un imprevisto lo impedì: i serbatoi dell'aereo erano stati inondati di acqua di mare, rendendolo inservibile. Alle ore 05:35 lo Hood e la Prince of Wales avvistarono a prua le due navi tedesche, distanti circa  34 km. Alle ore 05:40 il rilevamento consentì alle navi britanniche di andare in punteria, ma la loro posizione, quasi perpendicolare alla rotta della squadra tedesca, impedì loro di utilizzare le artiglierie poste a poppa.

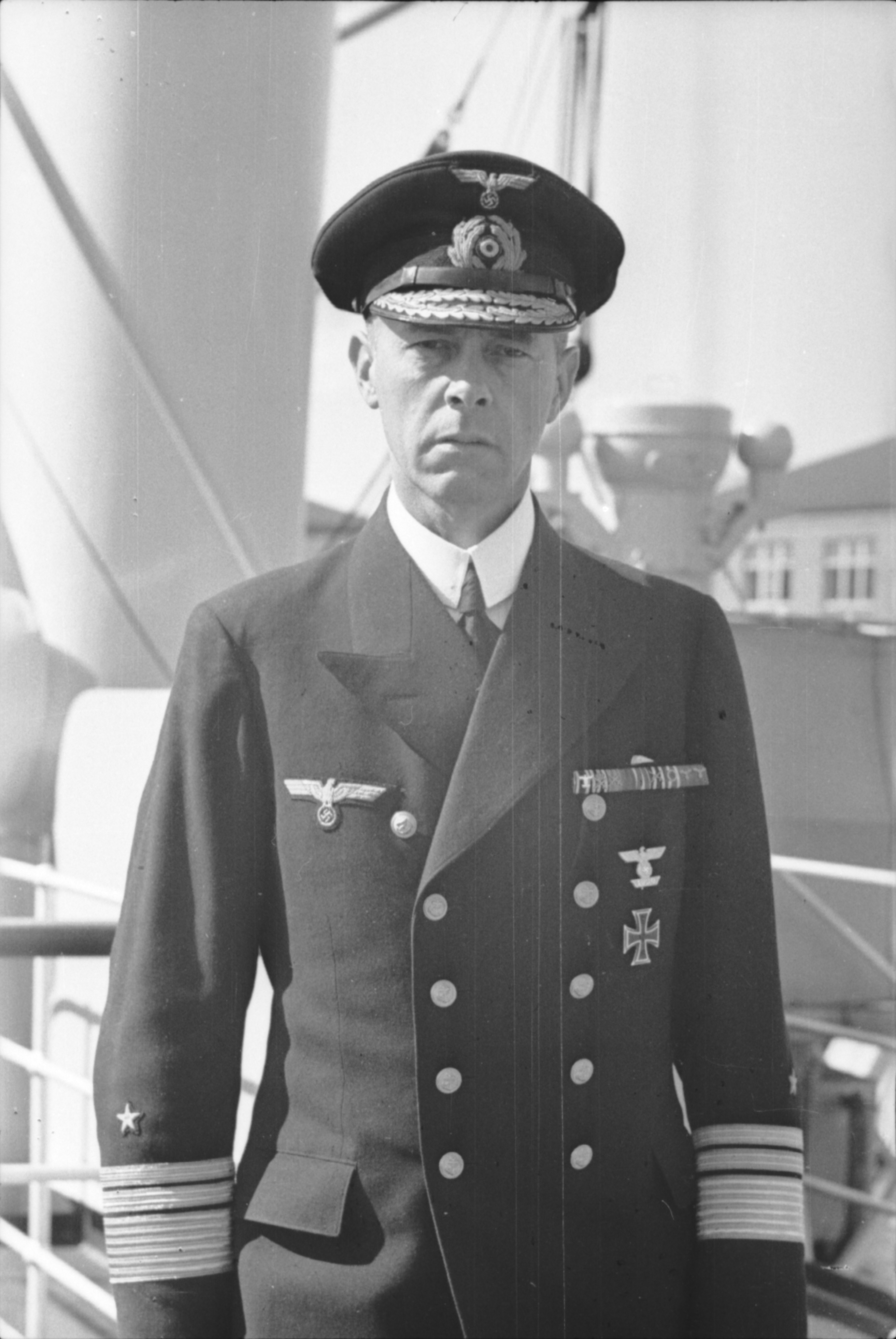
Günther Lütjens, comandante della squadra navale tedesca, all'epoca con i gradi di viceammiraglio

Alle 05:52:30 l'Hood, che come nave ammiraglia precedeva la Prince of Wales, aprì il fuoco da circa 24 km, seguito dalla corazzata alle 05:53, entrambe con le sole torri prodiere. Lütjens attese le 05:55 per rispondere, da 21 km, con tutte le torri, dopo aver informato Berlino che lo scontro era inevitabile, mentre le distanze diminuivano velocemente. I tedeschi, come detto, nella notte, all’insaputa dei britannici, avevano invertito le posizioni e la Bismarck ora seguiva il Prinz Eugen, ingannando (grazie al profilo simile) l’Hood che sparò sull’incrociatore per tutto lo scontro. Le navi tedesche concentrarono invece il tiro sull’Hood. 
Dopo le 05:56, Holland ordinò un’accostata di 20° a sinistra per “aprire gli archi” di tiro delle sue torri e permettere alle torri poppiere delle sue navi di unirsi allo scontro. Alle 05:58 anche la torre quadrupla poppiera della Prince of Wales poté unirsi allo scontro. Appena prima (05:57:30) il Prinz Eugen aveva centrato l’Hood con una granata dirompente sul ponte delle imbarcazioni, provocando un incendio delle munizioni pronte all'uso delle armi antiaeree. Lütjens ordinò intanto al suo incrociatore di spostare il tiro sulla Prince of Wales, fino ad allora indisturbata, che già alle 05:56:20 aveva colpito per la prima volta la Bismarck. La distanza, alle 06:00, si era ridotta a poco più di 15 km e, mentre Holland stava per far accostare di altri 20° a sinistra le sue navi, un proietto perforante da 380 mm di calibro della Bismarck penetrò la corazzatura dell’Hood, facendo deflagrare più di 110 tonnellate di polvere da lancio nei depositi munizioni poppieri, spezzando la nave in due e facendola affondare in meno di 3 minuti. Dei più di 1400 uomini dell’equipaggio, solo 3 si salvarono. 

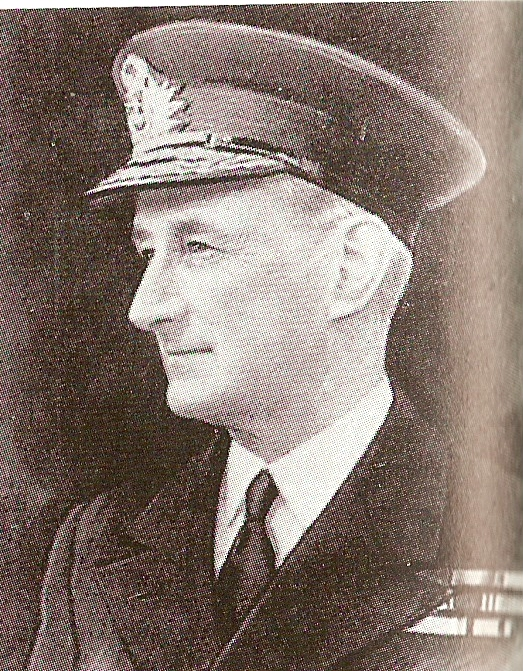
Il viceammiraglio Lancelot Holland, comandante della squadra da battaglia britannica nello stretto di Danimarca

La Prince of Wales, dopo aver brevemente manovrato per evitare il relitto dell’Hood, divenne il bersaglio dell’artiglieria principale della Bismarck, che si unì a quella del Prinz Eugen e alla propria secondaria. La corazzata britannica, che aveva già centrato la Bismarck 3 volte, fu quasi immediatamente (intorno alle 06:01) colpita, proprio in plancia comando, da un proietto da 380 mm che passò da parte a parte il locale, senza esplodere, ma che causò perdite tra il personale. Il comandante J.C. Leach, rimasto illeso, decise di ritirarsi, con una violenta accostata in fuori, eseguita a partire dalle 06:01:30, sotto copertura fumogena, nonostante la sua nave non fosse stata danneggiata che superficialmente. L’ordine causò sia la fine dell’azione coordinata (l’ultima salva in controllo centrale fu sparata alle 06:02 da meno di 14 km, in quanto l'accostata aveva accecato la direzione tiro), che il blocco delle “giostre” di caricamento della torre poppiera quadrupla verso le 06:03, con l’ultimo colpo sparato alle 06:04 (in controllo locale dalla stessa torre poppiera), mentre la corazzata si stava allontanando, colpita anch'essa 3 volte in tutto dalla Bismarck. 
Il contrammiraglio Wake-Walker, divenuto comandante anziano della squadra, prese la decisione di non riprendere il combattimento, ma di mantenere il contatto con le sue tre navi in attesa dell'arrivo della Home Fleet, in quel momento distante circa 400 miglia; la Prince of Wales però si diresse il giorno successivo, ormai a corto di carburante, verso l'Islanda.
Mentre in Germania si festeggiava la vittoria, dopo il comunicato letto alla radio dal Ministro della propaganda Joseph Goebbels, il capitano Lindemann e il comandante della flotta, ammiraglio Lütjens, si trovarono in disaccordo se proseguire o meno lo scontro con la corazzata britannica: il primo avrebbe voluto portarlo a termine ma il secondo, in obbedienza agli ordini ricevuti per la missione, decise di seguire il programma originario, facendo rotta verso sud est, in direzione dell'Atlantico centrale, mentre il Prinz Eugen si staccò e fece rotta verso sud per rifornirsi in mare e proseguire la missione: una volta terminata l'operazione, tuttavia, una serie di avarie ai motori indussero il capitano Brinkmann a interrompere la scorreria e a fare rotta verso Brest. I danni subiti dalla Bismarck durante la battaglia indussero Lütjens a rinunciare sia alla caccia ai convogli sia all'ipotesi alternativa di rientrare in Germania, a causa delle ingenti forze alla sua ricerca, e, alle ore 08:00, comunicò a Berlino la sua intenzione di fare rotta verso Saint-Nazaire: era accaduto infatti che uno dei colpi provenienti dalla Prince of Wales aveva sfondato la prua a babordo, facendo imbarcare circa 2 000 tonnellate d'acqua, che avevano fatto abbassare la prua di tre gradi, mentre un altro colpo aveva danneggiato una delle caldaie e le valvole di distribuzione del carburante, causando la perdita di circa 1 000 tonnellate di combustibile che lasciavano una lunga scia sul mare e facendo abbassare la velocità della nave a 28 nodi.

## L'inseguimento

### Il primo attacco aereo

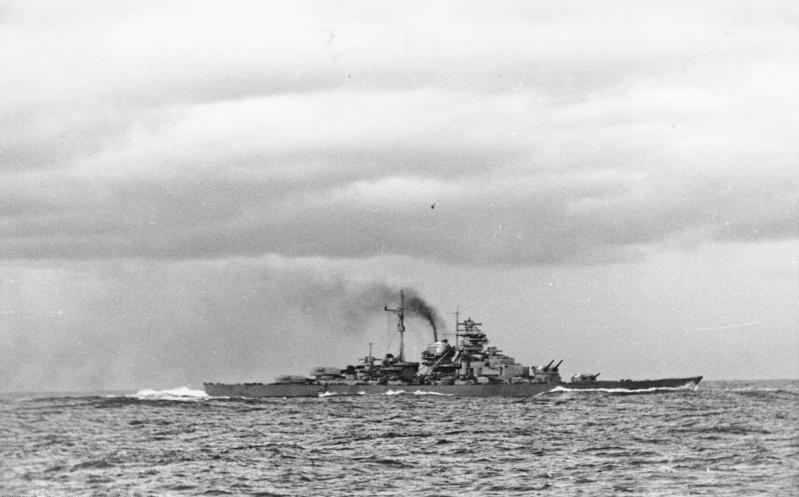
La Bismarck in navigazione, danneggiata dopo la battaglia dello stretto di Danimarca

I due incrociatori britannici Norfolk e Suffolk continuarono l'inseguimento della Bismarck; l'ammiraglio Tovey, in quel momento distante circa 320 miglia, grazie al radar del Suffolk apprese che la corazzata tedesca aveva preso la rotta sud ovest e che aveva ridotto la velocità, e, nella tarda mattinata, le forze britanniche iniziarono a convergere verso l'Atlantico centrale: la King George V e la Prince of Wales si trovavano a circa 280 miglia di distanza dalla Bismarck, la portaerei Victorious incrociava lungo la costa meridionale dell'Islanda a una distanza di circa 130 miglia e, mentre più a sud avanzava la corazzata HMS Rodney, comandata dal capitano di vascello Frederick Dalrymple-Hamilton, e alle corazzate HMS Ramillies e HMS Revenge veniva ordinato di sganciarsi dalla protezione dei convogli artici per unirsi alla caccia, la Force H, comandata dal viceammiraglio James Somerville con la portaerei HMS Ark Royal, l'incrociatore da battaglia HMS Renown e l'incrociatore leggero HMS Sheffield scortati da 6 cacciatorpediniere, fu comandata di muovere da Gibilterra e di dirigersi a nord est per allargare la ricerca.

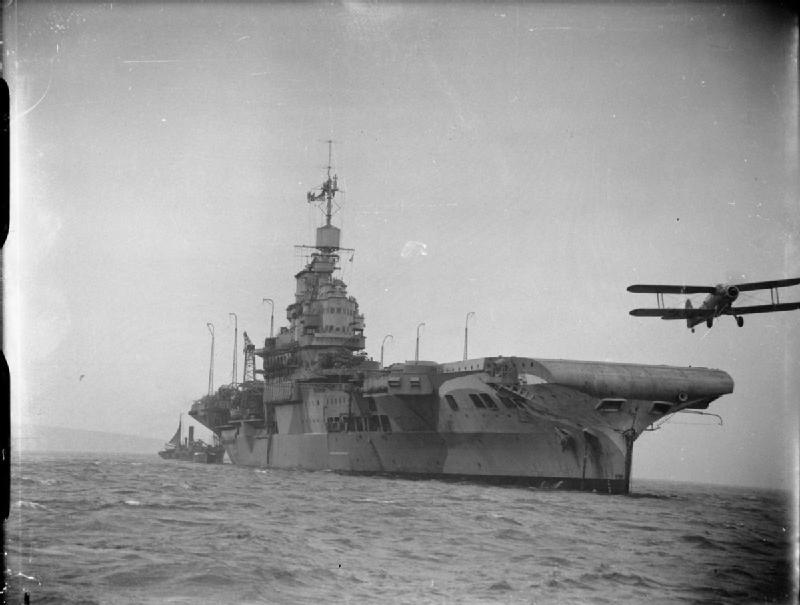
La portaerei britannica Victorious

Alle ore 14:40 l'ammiraglio Tovey diede ordine al comandante della 2ª divisione incrociatori, il viceammiraglio Alban Curteis, di avanzare con la Victorious, scortata dagli incrociatori leggeri Galatea, Aurora, Kenya e Hermione, tenendosi a una distanza non inferiore alle 150 miglia dalla Bismarck, allo scopo di consentire il decollo degli aerei nonostante sulla portaerei stessa fossero disponibili solo 9 Swordfish e 6 caccia Fulmar; l'inseguimento, nonostante le pessime condizioni atmosferiche e del mare, proseguì per tutta la giornata con solo un breve cannoneggiamento da parte della Bismarck verso gli inseguitori, avvenuto tra le ore 18:00 e le ore 19:00, per distogliere l'attenzione dallo sganciamento del Prinz Eugen che si stava allontanando verso sud. Alle ore 22:00 Curteis ricevette un messaggio dal Suffolk che lo informava che la Bismarck si trovava a 120 miglia di distanza e quindi, a dispetto delle avverse condizioni atmosferiche, decise di lanciare un attacco aereo.
Alle ore 23:27 fu ristabilito il contatto radar momentaneamente interrotto, mentre alle ore 23:30 la Bismarck venne avvistata dal cutter della Guardia Costiera statunitense Modoc, in pattugliamento alla ricerca di naufraghi del convoglio HX-126, che la vide sbucare da un banco di nebbia; poco dopo comparvero gli aerosiluranti Swordfish provenienti dalla Victorious, guidati dal radar di bordo ASV (Air-to-Surface Vessel) di Esmonde che rilevò la nave alle 23:50. Dapprima gli aerosiluranti puntarono sul Norfolk, avendolo scambiato per la Bismarck, ma chiarito l'errore dalla nave con segnalazioni al proiettore si rimisero in rotta di attacco; gli aerei avvistarono poi il cutter statunitense e vi puntarono contro, accorgendosi subito dell'identità della nave ma perdendo così l'effetto sorpresa. Alle ore 00:10 del 25 maggio, avvistata finalmente la corazzata tedesca, iniziarono il primo attacco ma solo un siluro colpì la murata della Bismarck, uccidendo un membro dell'equipaggio e ferendone altri cinque, senza tuttavia produrre danni apprezzabili, mentre alcune granate provenienti dal fuoco di sbarramento della corazzata, effettuato anche coi cannoni da 380 mm, caddero pericolosamente vicine al cutter, che venne addirittura puntato dalla Prince of Wales, lanciata con i due incrociatori all'inseguimento e alla quale non era stata notificata la presenza del Modoc nell'area. Nonostante la scarsa esperienza degli equipaggi, in buona parte della riserva e ancora in addestramento, nessun aereo venne abbattuto, anche se alcuni rientrarono con danni gravi; due Fulmar mandati in ricognizione non rientrarono e caddero in mare, ma uno degli equipaggi venne ripescato da un cacciatorpediniere.

### La Bismarck evade gli inseguitori

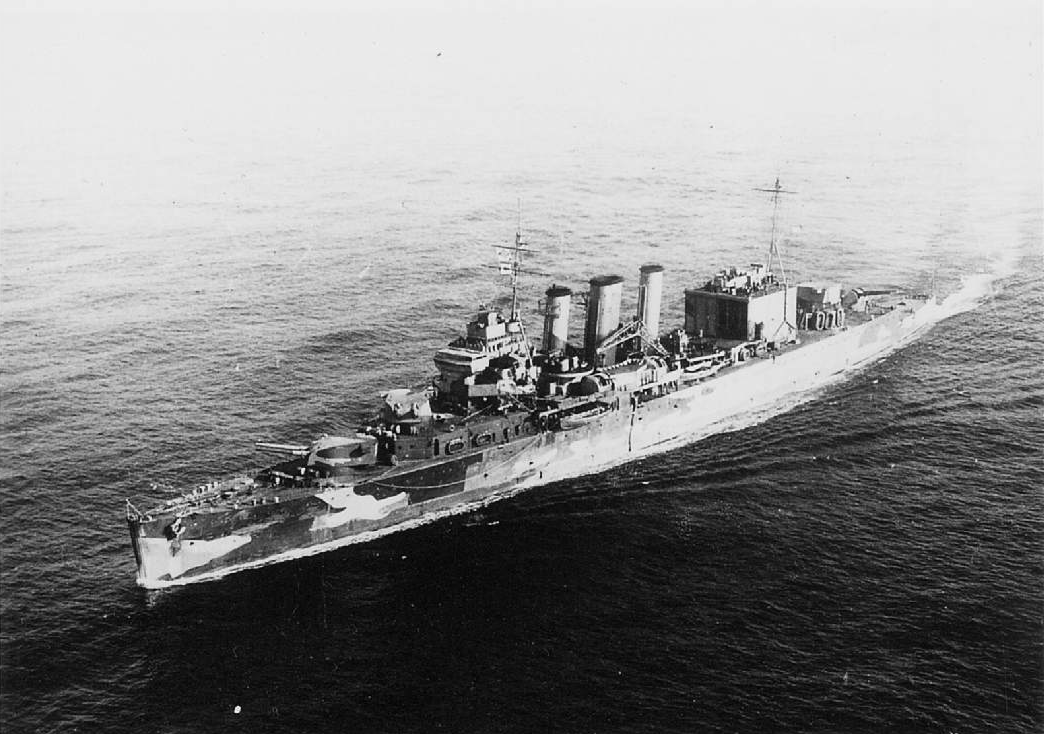
L'incrociatore pesante britannico Suffolk, protagonista della caccia alla Bismarck

L'attacco aereo britannico non aveva causato danni rilevanti, ma Lütjens ritenne che il giorno successivo altri attacchi si sarebbero ripetuti e decise quindi di far perdere le sue tracce: alle ore 03:00 ordinò di virare a destra, facendo compiere un giro completo alla nave e portandosi così alle spalle dei due incrociatori che la inseguivano; la strategia ebbe successo e il Suffolk, alle ore 05:00, trasmise all'Ammiragliato di avere perduto il contatto radar. Alle ore 06:54 Lütjens, ritenendo che gli incrociatori britannici non avessero perso il contatto radar, trasmise al quartier generale della Kriegsmarine diversi messaggi informativi sulla situazione, messaggi che vennero intercettati dalle stazioni radio delle isole britanniche e consentendo loro di tracciare i dati di rilevamento.
L'Ammiragliato trasmise a Tovey non la posizione stimata ma i rilevamenti direzionali grezzi, poiché due dei cacciatorpediniere di scorta erano dotati di radiogoniometri e si riteneva che i dati grezzi avrebbero potuto essere meglio incrociati con i rilevamenti fatti sul posto per fornire una posizione più attendibile rispetto a quella rilevata a grande distanza; l'Ammiragliato ignorava però che uno dei rilevatori era fuori uso e il caccia dotato dell'altro apparato, invece funzionante, aveva dovuto rientrare per rifornirsi in Islanda: pertanto i dati vennero calcolati indipendentemente ed erroneamente sulla King George V, e di conseguenza Tovey, nonostante i messaggi provenienti dal Suffolk facessero pensare che la Bismarck stesse facendo rotta verso il golfo di Biscaglia, dedusse dai calcoli fatti che questa si stesse invece dirigendo tra l'Islanda e le Faer Oer.
La Victorious durante la notte lanciò alcuni Fulmar per individuare la corazzata tedesca, ma la scarsa esperienza degli equipaggi anche in questo caso ebbe un peso rilevante e il comandante Bovell "si ritenne fortunato di veder ritornare gli aerei sulla nave"; comunque, dietro ordine di Tovey, alle 07:30 vennero lanciati sette Swordfish in ricognizione, sei dei quali rientrarono senza essere riusciti ad avvistare la Bismarck mentre il settimo venne dato per disperso: il suo nominativo era 5H e portava uno degli equipaggi migliori. Il giorno 25 passò senza che la corazzata tedesca fosse individuata e la scarsità di carburante della Home Fleet cominciava a fare temere a Tovey di dovere rinunciare all'inseguimento, ma, alle ore 10:30 del 26 maggio, un idrovolante Catalina di base a Lough Erne in Irlanda del Nord avvistò la Bismarck a circa a 700 miglia da Brest e a sole 130 miglia di distanza dalla King George V, e trasmise il messaggio "avvistata corazzata a 240°, 5 miglia, rotta 150°; ci troviamo a 49,33° nord e 21,47° ovest, 26 maggio, 10:30".

### La ripresa del contatto

Uno dei Fairey Swordfish provenienti dalla Ark Royal rientra a bassa quota sul mare dopo aver lanciato il suo siluro contro la Bismarck

Ricevuta la posizione della Bismarck, Tovey calcolò che essa sarebbe giunta nel porto di Brest la sera del 27 maggio e, visto l'abbandono della squadra da parte della Prince of Wales e della Repulse per rifornimento, la prima verso l'Islanda e la seconda verso Terranova, constatò che gli restavano solo due unità, la King George V e la Rodney, che la raggiunse alle ore 18:00, e un solo giorno per tentare di intercettarla prima che raggiungesse la zona di copertura della Luftwaffe. A conforto di questa ipotesi arrivò anche un messaggio da parte della Resistenza francese nella persona del tenente di vascello Jean Philippon, di servizio presso il comando combinato tedesco-francese del porto di Brest: all'epoca la Francia sconfitta aveva conservato, attraverso la Repubblica di Vichy, una certa indipendenza nominale su parte del territorio nazionale e nella zona occupata coesistevano a volte comandi misti, come a Brest, importante porto della Marine nationale in Atlantico. Philippon, udita una conversazione di servizio in cui un ufficiale tedesco ordinava a un suo collega di far mettere in pressione i rimorchiatori, veniva a sapere che la Bismarck era attesa in porto per mercoledì 28: immediatamente preparò un messaggio con un cifrario di emergenza e invece di farlo trasmettere per radio lo affidò avventurosamente a uno sconosciuto che stava per prendere il treno per Parigi, pregandolo di consegnarlo a un certo indirizzo dicendogli che riguardava un bambino ammalato e che fosse questione di vita o di morte; il messaggio venne consegnato e inoltrato all'Ammiragliato britannico.
Il comando navale tedesco del gruppo Ovest a Parigi iniziò a predisporre le forze di scorta per la Bismarck, pur non conoscendone la posizione che Lütjens non aveva trasmesso; due navi di scorta vennero rifornite con nafta per otto giorni di navigazione e altri tre cacciatorpediniere si prepararono a scortare la nave attraverso il golfo di Biscaglia. Anche alcuni gruppi di U-Boot si disposero come barriere in alcune zone di transito per poter eventualmente colpire gli inseguitori, precisamente gli U-94, U-43, U-46, U-557, U-66 e U-93 a sud-est della Groenlandia e gli U-73, U-556, U-97, U-98, U-74, U-48 e l'italiano Barbarigo nel golfo di Biscaglia. Dall'altro lato, altre forze andavano a rafforzare il blocco tra cui la corazzata HMS Nelson, gemella della Rodney, salpata da Freetown verso Gibilterra e il sommergibile HMS Severn in agguato nello stretto di Gibilterra e con la facoltà di entrare anche in acque territoriali spagnole; invece i sommergibili britannici Sealion, Seawolf, Sturgeon, Tigris, Pandora e H44 si disposero in agguato al largo del porto di Brest.

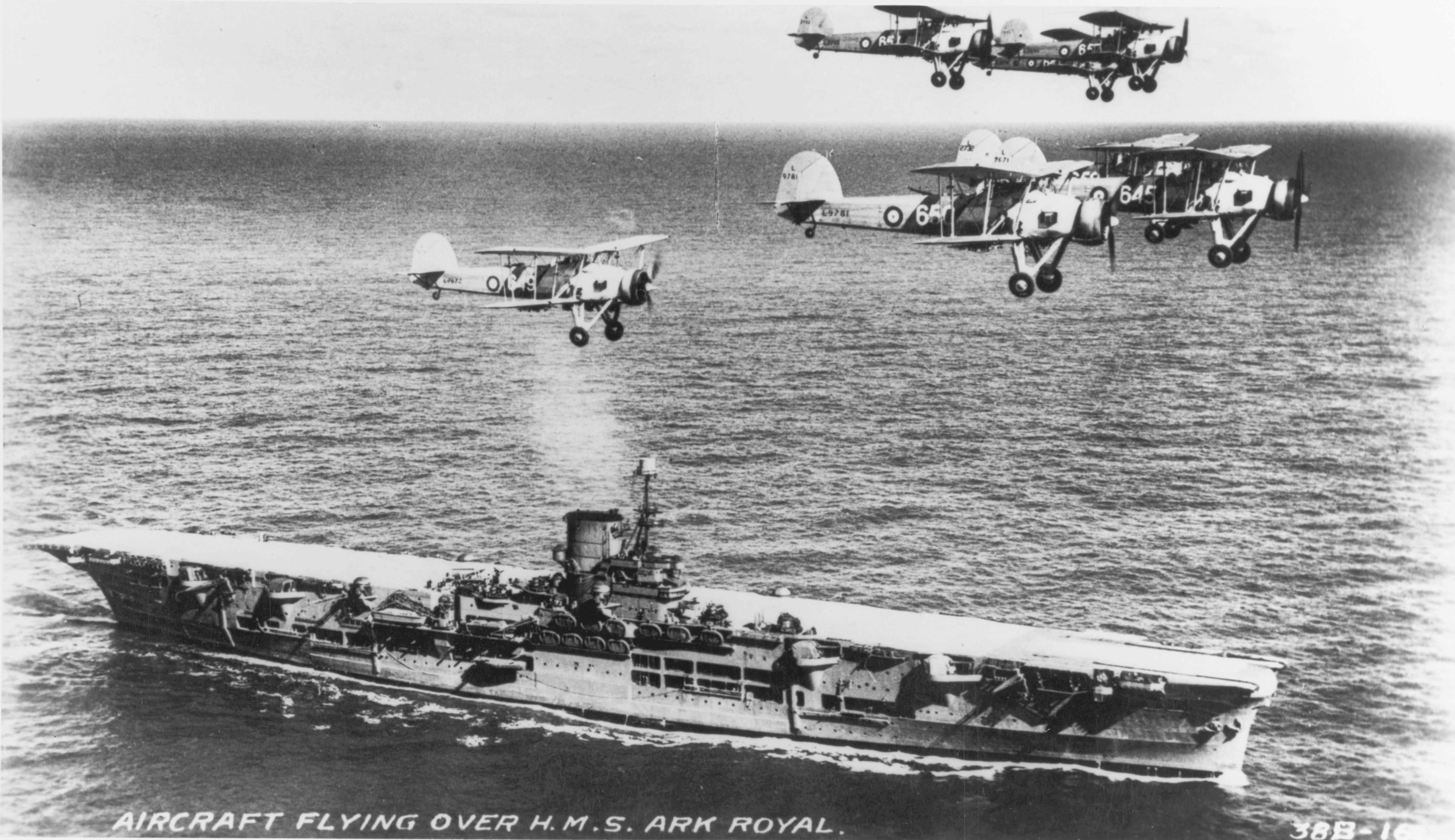
La portaerei britannica, appartenente alla Force H, Ark Royal, sorvolata da una squadriglia di aerosiluranti Fairey Swordfish

Dopo aver lanciato degli aerei verso Malta per rinforzarne le difese, la Ark Royal con la sua scorta si diresse verso nord e alle ore 04:00 del mattino del 23 maggio rimandò indietro i suoi cacciatorpediniere di scorta perché potessero rifornirsi di carburante; la portaerei lanciò anche in perlustrazione i suoi Swordfish all'alba, nonostante un mare talmente mosso che prua e poppa beccheggiavano di oltre 16 metri e con sbandate laterali di oltre 30° che rischiavano di lanciare in mare i velivoli sul ponte; uno di loro, il 2H, avvistò la Bismarck quasi contemporaneamente al Catalina Z/209 del Coastal Command, ma lo scambiò per un incrociatore; poco dopo il 2F confermò invece l'avvistamento di una corazzata. Altri due aerei vennero lanciati in ricognizione mentre i primi 8 venivano recuperati, con uno di essi che si fracassava sul ponte senza danni all'equipaggio. Alle ore 12:00 le vedette della Bismarck avvistarono un aereo da ricognizione, segno della vicinanza di una portaerei nella zona: la Force H infatti stava sopraggiungendo e si trovava a sole 70 miglia dalla corazzata tedesca, anche se la Renown non era in grado di ingaggiare battaglia con la più potente e meglio armata corazzata tedesca.
L'incrociatore Sheffield, distaccato dalla scorta della Ark Royal da Somerville, si era diretto verso nord con l'ordine di non attaccare la Bismarck ma di seguirla in attesa della Home Fleet; alle ore 14:50, mentre si trovava a circa 20 miglia di distanza dalla Bismarck, subì l'attacco di 14 Swordfish provenienti dalla Ark Royal che, scambiandolo per una nave tedesca, gli lanciarono contro i siluri senza tuttavia colpirlo grazie alle manovre del suo comandante, Charles Larcom, che diede anche ordine alle batterie contraeree di non aprire il fuoco una volta resosi conto che i velivoli si ponevano in posizione di attacco. Questo attacco rappresentò comunque un bene per i britannici, in quanto dimostrò che i detonatori magnetici utilizzati per l'innesco dei siluri erano difettosi ed esplodevano prematuramente, al solo contatto con l'acqua come avvenne per tre dei siluri lanciati, e pertanto i siluri degli aerei vennero riarmati per la seconda ondata con detonatori a percussione regolati alla profondità di 6,7 m; solo alcuni dei piloti si accorsero del palese errore di identificazione (lo Sheffield aveva due fumaioli mentre il Prinz Eugen e la Bismarck solo uno), e uno di loro segnalò col proiettore alla nave «Scusi per l'aringa», riferendosi al siluro che gli aveva lanciato. Nel frattempo la Rodney, che aveva rimandato indietro i suoi cacciatorpediniere a rifornirsi, aveva raggiunto il gruppo da battaglia di Tovey che si trovava a 90 miglia dalla Bismarck, ma con soli 22 nodi di velocità massima non aveva possibilità di raggiungerla.

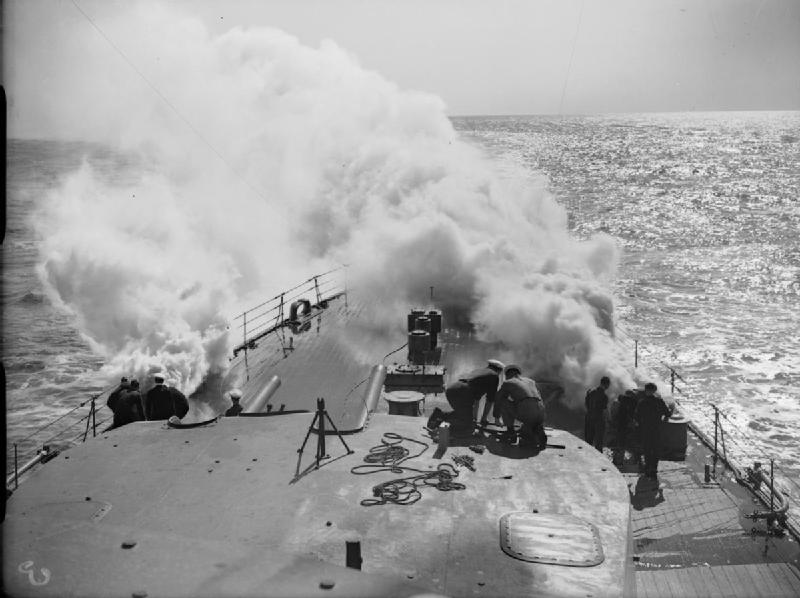
I generatori di fumo dello Sheffield in azione, probabilmente durante una esercitazione.

Alle ore 19:10 la Ark Royal lanciò un secondo attacco con 15 Swordfish e, prima che gli aerei raggiungessero la Bismarck, alle ore 19:48 sia la portaerei sia l'incrociatore da battaglia Renown, senza alcun cacciatorpediniere di scorta, passarono vicino allo U-556, comandato dal capitano di corvetta Herbert Wohlfarth: questi, che aveva esaurita la scorta di siluri contro il convoglio HX-126, non poté attaccarle, limitandosi a seguirle e a segnalare la loro posizione; Wolfhart scambiò il Renown per la King George V, che invece era decine di miglia a nord-nord-ovest della Bismarck e della sua stessa posizione. L'attacco degli Swordfish ebbe inizio alle ore 20:47 e, sotto il fuoco della contraerea tedesca, due siluri andarono a segno: il primo si infranse contro la murata della nave senza causare danni rilevanti ma il secondo colpì le eliche, distruggendo gli impianti di governo della nave e mettendo fuori uso i timoni che, colpiti mentre la nave stava virando, rimasero bloccati di 12° a sinistra. Sul momento gli aviatori non comunicarono dei colpi a segno, sebbene due equipaggi ritennero di aver visto delle colonne d'acqua che annunciavano dei centri, e si allontanarono senza aver riportato perdite.
Lo Sheffield intanto era ancora a distanza di inseguimento radar e rilevò che la nave inseguita prendeva rotta per 340°, verso la squadra di Tovey. La Bismarck rallentò e i sommozzatori si recarono a poppa per tentare di riparare il danno, ma non riuscirono ad avvicinarsi ai macchinari a causa della grande quantità d'acqua che stava inondando i locali e che causò anche un lieve sbandamento della nave a sinistra, mentre Lindemann tentava di manovrare mandando avanti tutta una turbina e indietro tutta l'altra per tentare di mantenere la direzione, senza tuttavia riuscirvi; quando uno dei sommozzatori riuscì a raggiungere l'attacco del timone di dritta, constatò che era bloccato irrimediabilmente, mentre le condizioni del mare rendevano impossibili le riparazioni fuori bordo, rendendo definitivamente ingovernabile la nave. Poco dopo un altro Swordfish rilevò che la nave faceva rotta a nord e i britannici si resero conto che la nave girava in cerchio, tanto che lo Sheffield se la ritrovò in rotta di avvicinamento e a distanza di tiro; la nave accostò immediatamente facendo fumo di copertura ma le schegge dei colpi vicini fecero tre morti e nove feriti tra l'equipaggio e danneggiarono il radar. A quel punto la Bismarck era libera, ma dopo pochissimo i cacciatorpediniere di Vian raggiungevano lo Sheffield e vennero indirizzati sulla rotta presunta della corazzata.

## L'affondamento dellaBismarck

### L'attacco dei cacciatorpediniere
Lütjens tuttavia, dopo che l'attacco aereo era terminato, constatato che la nave non era più manovrabile alle ore 24:00 trasmise via radio al quartier generale il seguente messaggio: «La nave non può più manovrare. Combattiamo fino all'ultima granata. Viva il Führer». Hitler due ore dopo rispose dal Berghof «Vi ringrazio a nome del popolo tedesco» e ancora in un fitto scambio di messaggi Lütjens propose per il direttore di tiro della Bismarck, capitano di fregata Schneider, la concessione della Croce di cavaliere, prontamente concessa. Ancora, dal quartier generale del Gruppo Ovest a Parigi arrivavano informazioni su possibili aiuti, come il fatto che tre rimorchiatori si stessero dirigendo verso la nave, insieme alla nave appoggio Ermland e che la Luftwaffe aveva approntato un gruppo consistente, 81 aerei, per voli di appoggio dopo l'alba, da guidare con segnali sulla lunghezza d'onda di 852 m e frequenza di 442 kHz. Contemporaneamente Tovey considerò di fare rientrare la Home Fleet, ormai a corto di carburante, per lasciare alle unità sopraggiunte da Gibilterra il compito di affondare la Bismarck, nonostante questa si trovasse ormai a sole 50 miglia di distanza, ma decise comunque di proseguire dando libertà di manovra alla Rodney.

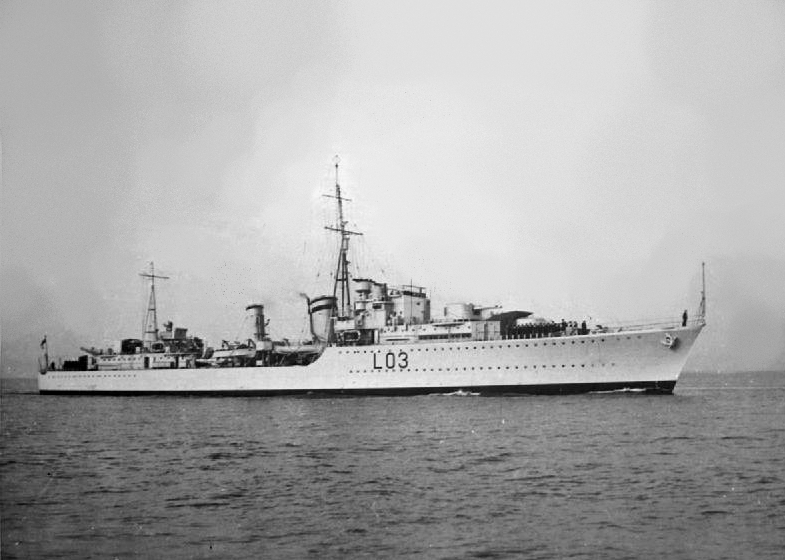
Il cacciatorpediniere britannico Cossack

Il rallentamento della Bismarck favorì il successivo attacco portato dalla 4ª flottiglia cacciatorpediniere, composta dalle quattro unità britanniche Cossack, Zulu, Sikh e Maori e dall'unità polacca ORP Piorun, del viceammiraglio Philip Vian, che fece prendere posizione alle sue unità ai lati della poppa e ai masconi della Bismarck; con loro c'erano anche altri due cacciatorpediniere, il Tartar e il Mashona, provenienti dalla scorta della Forza H. Vian predispose i movimenti delle sue navi in modo da tenere sotto controllo la corazzata e permettere a Tovey di serrare le distanze. Una volta in posizione, il Piorun iniziò uno scambio di colpi tra i suoi pezzi da 120 mm e i grossi calibri della Bismarck, a 7 miglia di distanza, allontanandosi dietro una cortina fumogena solo quando i tedeschi iniziarono a centrare i colpi.
Alle 23:24 Vian ordinò l'attacco che venne portato nonostante le condizioni del mare fossero estremamente difficili; alcuni colpi tedeschi provocarono danni sugli attaccanti: al Cossack vennero spezzate le antenne radio e dovette ritirarsi, mentre sullo Zulu venne colpita la centrale di tiro con tre feriti; tutti i caccia interruppero il contatto ma Vian, radunate le sue navi, le inviò in un attacco individuale e la flottiglia lanciò i suoi siluri sotto il fuoco dei cannoni di medio calibro provenienti dalla corazzata tedesca, anche se solo due raggiunsero il bersaglio senza apparentemente provocare danni rilevanti; i cacciatorpediniere che avevano ancora siluri si fecero sotto per un ulteriore attacco infruttuoso ma alle 04:00 del mattino del 26 persero il contatto. Il Piorun avrebbe dovuto rientrare a Plymouth per mancanza di nafta, ma poiché era della classe N (diversamente dalle altre unità che erano della classe Tribal, con soli quattro lanciasiluri) aveva ancora diversi siluri nei suoi due impianti quintupli e rimase in area; i caccia ritrovarono il loro bersaglio alle 05:50 e il Maori attaccò ancora senza esito, ma a questo punto la squadra di Tovey era in arrivo.
Dopo le 05:00 l'idrovolante Arado Ar 196 della Bismarck venne preparato per il lancio, con l'obiettivo di portare il giornale di bordo, il film dell'affondamento dello Hood e i servizi del corrispondente di guerra del Ministero della propaganda Hanf, ma a motore già avviato ci si rese conto che le tubature della pressione della catapulta erano squarciate e non riparabili; l'aereo venne quindi buttato a mare. Nel frattempo, il sommergibile U-556 continuava a seguire a distanza le operazioni senza poter intervenire e con scarso carburante, e veniva raggiunto verso l'alba dallo U-74; comunicato a voce con il suo comandante Kentrat, si diresse verso la base di Lorient. L'ammiraglio Raeder suggerì a Hitler di emettere un comunicato che annunciava il danneggiamento della corazzata per preparare il popolo tedesco alla notizia, e alle 03:00 la Luftwaffe fece decollare i primi velivoli alla ricerca delle navi britanniche; alle 05:00 vennero date istruzioni dall'Ammiragliato tedesco all'addetto navale a Madrid di chiedere l'invio nella zona "di una nave ospedale, una nave mercantile o una nave da guerra per prestare assistenza", e gli spagnoli fecero partire da Ferrol l'incrociatore Canarias scortato da due cacciatorpediniere; l'addetto navale britannico capitano Hillgarth, informato con voluto ritardo, ricordò agli spagnoli che gli eventuali naufraghi ripescati dovevano essere internati o comunque non restituiti alla Germania; Hitler una volta informato disapprovò l'azione ritenendola "nociva al prestigio nazionale".
L'ammiraglio Somerville aveva predisposto un nuovo attacco di aerosiluranti Swordfish dalla Ark Royal, con la Bismarck localizzata con precisione dai radiogoniometri dei cacciatorpediniere mentre trasmetteva segnali guida agli U-Boot in area; l'attacco venne però giudicato ad alto rischio dallo stesso Somerville per il gran numero di unità britanniche in zona e la concreta possibilità di un attacco su navi amiche, e all'alba venne annullato con il consenso di Tovey; gli incrociatori Norfolk e Dorsetshire nel frattempo erano in arrivo da nord e da sud mentre le quattro navi di Tovey consumavano il loro carburante residuo, e l'Ammiragliato britannico concordò l'invio di una petroliera nell'Irlanda neutrale per rifornirle.

### L'attacco finale

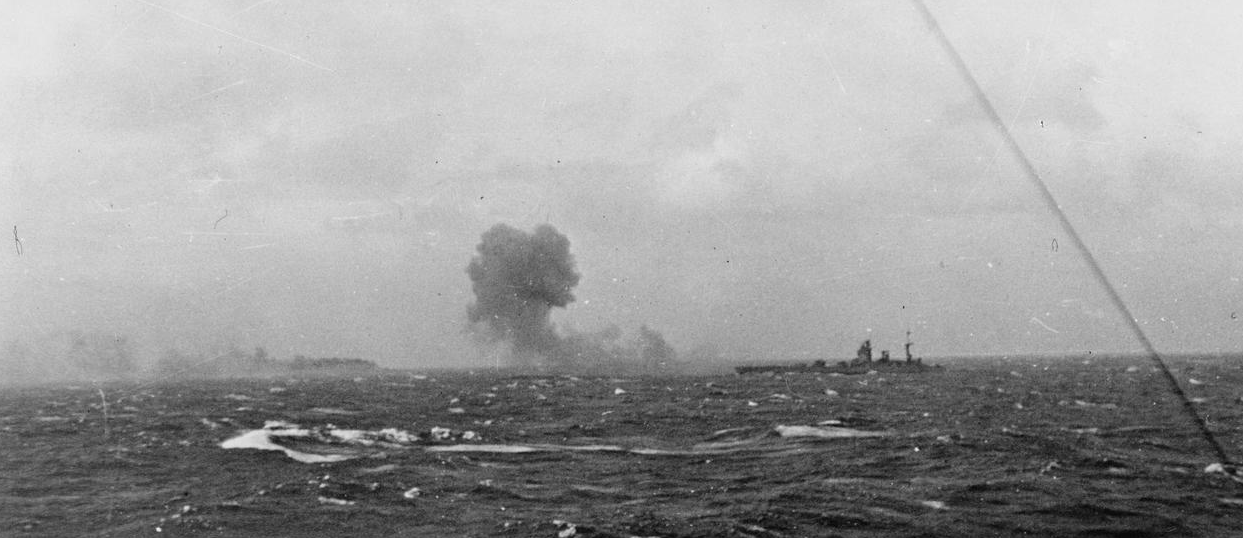
La Rodney spara le sue salve da 406 mm contro la Bismarck ormai inerme

Alle ore 08:00 del 27 maggio, il Norfolk riprese il contatto e illuminò la Bismarck con un proiettore; alle ore 08:43 la King George V avvistò la corazzata tedesca e, alle ore 08:47, la Rodney aprì il fuoco da una distanza inferiore alle 10 miglia, seguita immediatamente dopo dalla nave ammiraglia; la Bismarck rispose al fuoco alle ore 08:49 ma i suoi tiri risultarono imprecisi; mentre i proiettili delle due corazzate britanniche iniziarono a colpirla, la sua terza salva andò a cavallo della Rodney, provocando con delle schegge danni alla centrale di tiro antiaereo. Alle 08:59 la distanza era ridotta a 8 miglia e due proiettili della Rodney arrivarono a segno sulle sovrastrutture, poi le due navi britanniche accostarono per sparare di bordata con tutti i cannoni; subito dopo la Bismarck fece altrettanto trovandosi su una rotta parallela e di controbordo. Alle ore 08:54 era sopraggiunto anche il Norfolk (secondo altre fonti, il Dorsetshire), il quale, da una distanza di circa 15 miglia, aprì il fuoco sulla Bismarck che si trovò quindi sotto il tiro incrociato proveniente da tre navi.

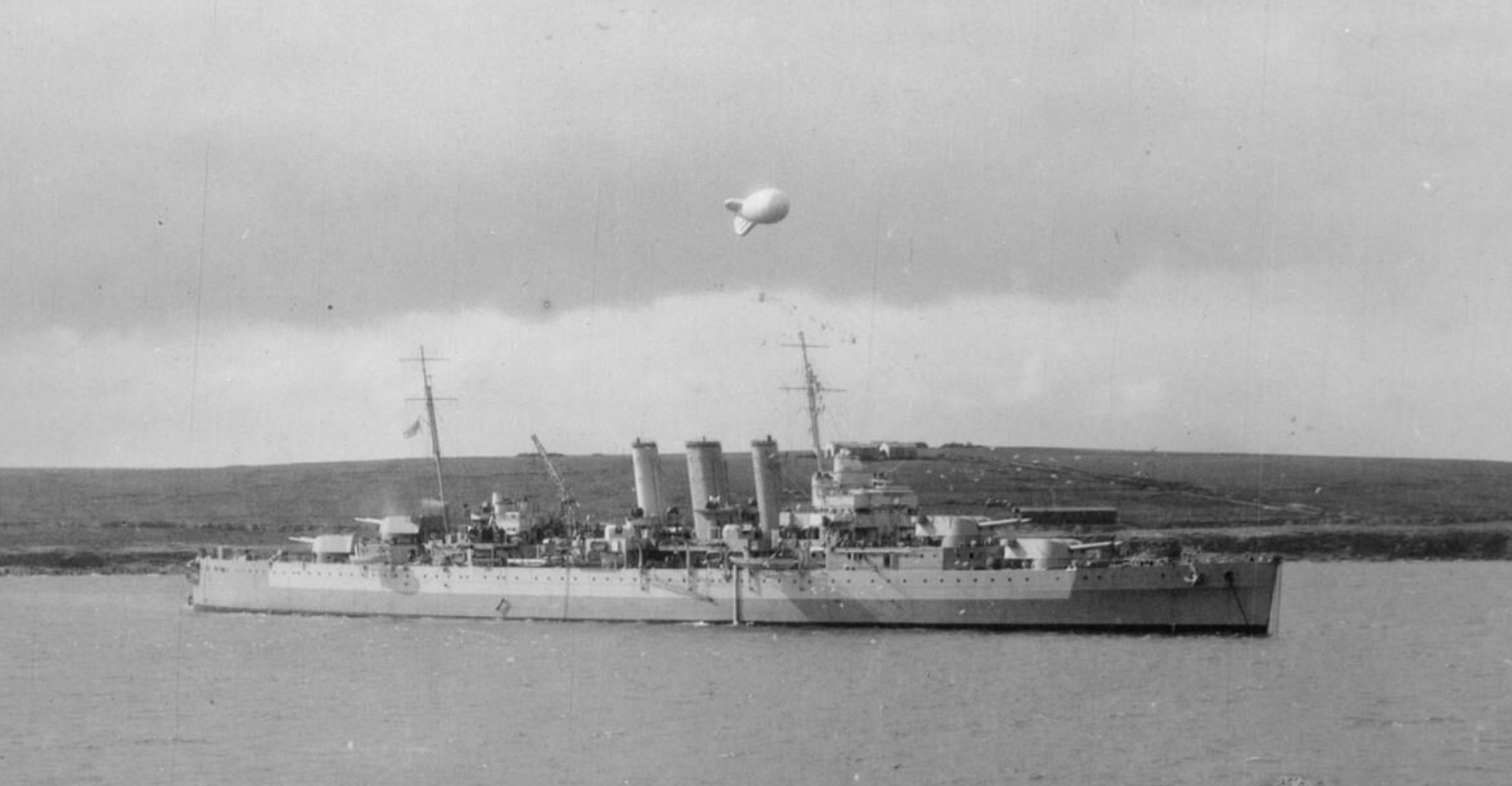
L'incrociatore pesante britannico Dorsetshire, ultima nave della Royal Navy a colpire la Bismarck

Alle 9:15 circa, la Bismarck si trovò su una rotta che avrebbe interposto la Rodney alla King George V, per cui il suo comandante Darlymple-Hamilton uscì dalla formazione invertendo la rotta puntando a nord; nel frattempo i due cacciatorpediniere di Vian rimasero in zona per un eventuale attacco con i siluri, che invece venne portato dalla Rodney, unica corazzata presente dotata di tubi lanciasiluri: alcuni vennero lanciati a distanza di 3,5 miglia ma senza esito, mentre alcune salve tedesche, cadute a distanza ravvicinata, danneggiarono il tubo lanciasiluri di dritta della corazzata, e ulteriori danni alle sovrastrutture e allo scafo vennero prodotti dallo spostamento d'aria delle sue stesse bordate, a causa dell'angolo orizzontale di tiro che in alcuni momenti era fortemente spostato verso poppa; i danni furono così estesi che al cantiere di Norfolk in Virginia, dove la nave si recò successivamente come già programmato per lavori di manutenzione, dovettero rimuovere estese sezioni di ponte per accedere alle lamiere sconnesse. Alle ore 10:00 la corazzata tedesca era in fiamme e i suoi cannoni ridotti al silenzio, rimanendo tuttavia ancora a galla; un gruppo di marinai uscì dalle sovrastrutture disastrate per buttarsi in mare, ma la nave rimaneva con la bandiera al vento, senza segni di resa. Tovey diede l'ordine di cessare il fuoco e annullò l'ultimo attacco aereo che dodici Swordfish della Ark Royal si erano preparati a lanciare; con il concreto rischio dell'esaurirsi del carburante e il pericolo dei sommergibili, prima di allontanarsi e di fare ritorno in Gran Bretagna diede ordine a tutte le navi con ancora siluri a bordo di affondare la Bismarck con quelle armi.

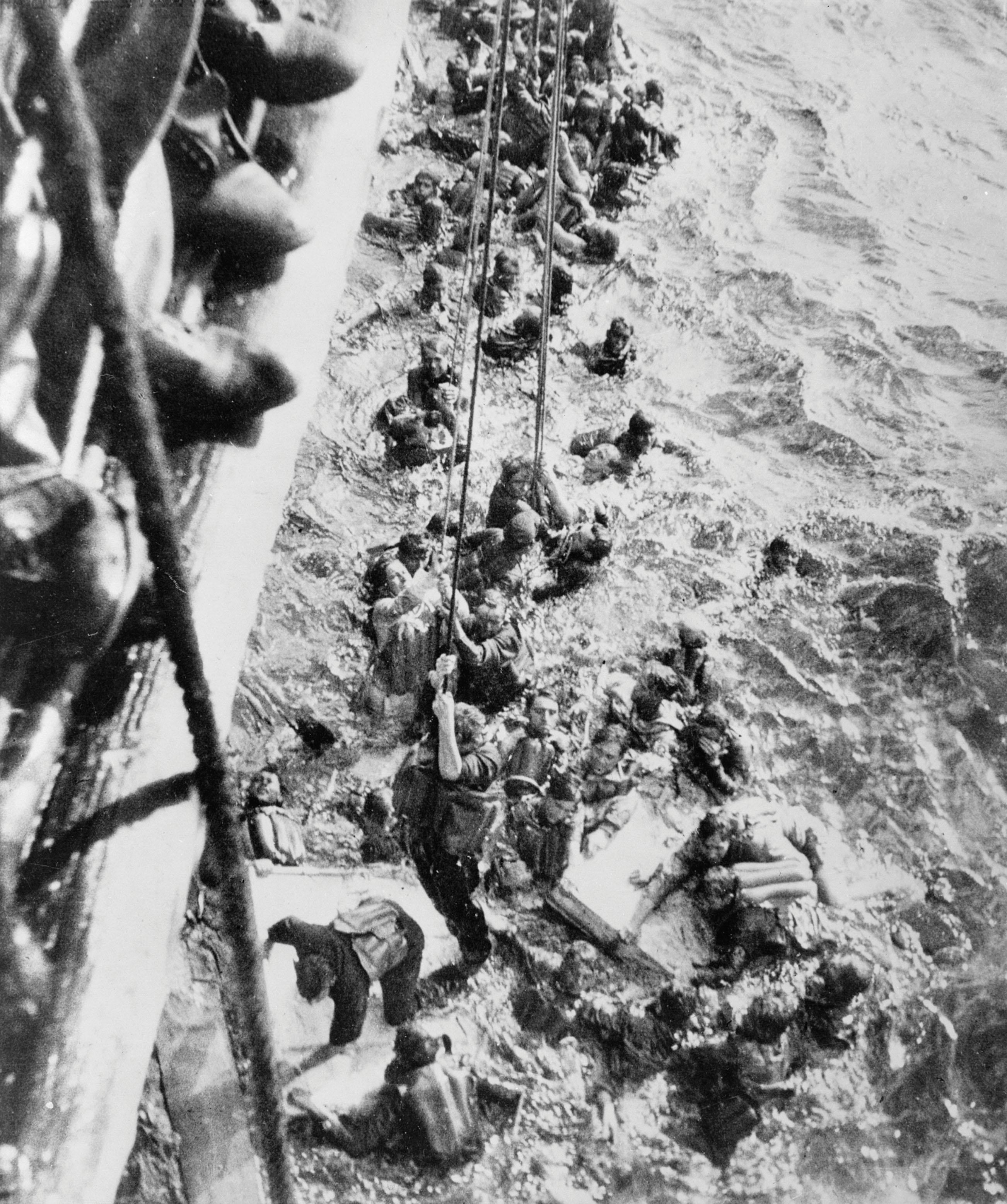
I superstiti della Bismarck sono recuperati dall'incrociatore britannico Dorsetshire

La corazzata Rodney esplose le ultime salve contro la Bismarck alle ore 10:19, prima di ricevere, alle ore 10:27, l'ordine di Tovey di seguirlo sulla rotta di ritorno e di lasciare il compito di dare il colpo di grazia ai siluri dell'incrociatore Dorsetshire, comandato dal capitano di vascello Benjamin Martin; il Dorsetshire, unica nave con ancora siluri, ne lanciò due a segno a un miglio e mezzo dal traverso di dritta, poi un altro sull'altro lato a un miglio. Contemporaneamente Lindemann, dopo la morte dell'ammiraglio Lütjens, diede ordine di aprire le valvole di presa d'acqua marina per fare affondare la nave e, alle ore 10:36, la Bismarck si rovesciò e affondò. Centinaia di marinai si erano riversati sulla parte dell'opera viva esposta dall'inclinazione della nave, alcuni appoggiandosi alle alette antirollio; molti vennero trascinati giù dalla nave che affondava di poppa.
110 marinai vennero salvati dal Dorsetshire e dal cacciatorpediniere Maori ma, dopo un'ora, l'operazione di soccorso venne bruscamente interrotta dalla notizia della presenza di un U-Boot, che poi si rivelerà essere lo U-74, avvistato dalle vedette del Dorsetshire immobile; il comandante Martin dovette interrompere l'operazione e far passare la nave a tutta forza, come avvenne anche sul Maori, e alcuni naufraghi che stavano cercando di salire a bordo ricaddero in mare; morirono tutti tranne cinque che vennero recuperati dallo U-74; altri tre vennero recuperati su una zattera. Anche la nave meteorologica tedesca Sachsenwald, un peschereccio convertito da 600 tonnellate che operava con la designazione di Wetterbeobachtungsschiff 7, venne dirottata sul luogo per recuperare eventuali naufraghi; dopo diverse ore della giornata del 28 spese nella ricerca, alle 22:35 vennero avvistate due luci rosse e una zattera con naufraghi. Nell'affondamento della Bismarck persero la vita 2 091 marinai, e due membri dell'equipaggio, il Maschinegefreiter Walter Lorenzen e il Matrosengefreiter Otto Maus, vennero recuperati proprio dalla Sachsenwald. Anche l'incrociatore pesante spagnolo Canarias perlustrò la zona, trovando solo cadaveri dei quali ne raccolse cinque per l'identificazione.
La Forza H recuperò gli Swordfish dopo che ebbero buttato a mare i siluri, non essendo possibile appontare con le armi a bordo, e fece rotta su Gibilterra, non prima di essere stata attaccata da alcuni bombardieri Heinkel He 111 e da un Focke-Wulf Fw 200 "Condor" tedeschi, con alcune bombe che caddero vicino alla Ark Royal. Il 28 maggio il cacciatorpediniere britannico Mashona, che rientrava insieme al Tartar verso l'Irlanda a 12 nodi e con penuria di carburante, venne attaccato e pesantemente colpito da aerei tedeschi 100 miglia a sud della squadra di Tovey; la nave venne abbandonata con la sala caldaie allagata e l'afflusso d'acqua incontrollabile, e affondata dagli stessi britannici; 170 membri dell'equipaggio (secondo altre fonti 184) tra cui il comandante vennero recuperati dal Tartar, che arrivò a Derry con sole 5 tonnellate di nafta nei serbatoi e dai cacciatorpediniere HMS Sherwood e HMCS St. Clair, mentre 36 furono i morti. L'equipaggio dello Swordfish 5H della Victorious, disperso il mattino del 25, ricomparve fortunosamente a Reykjavík dopo aver passato nove giorni su una lancia di salvataggio accanto alla quale erano ammarati, probabile residuo di una nave affondata di un convoglio, ed essere stati recuperati dal mercantile islandese Lagarfoss.

## La crociera delPrinz Eugen
Il Prinz Eugen ruppe il contatto con la Bismarck alle 18:14 del 24 maggio e prese rotta sud. La navigazione si svolse senza incontri fino al 26 maggio, giorno in cui fece rifornimento a nord ovest delle isole Azzorre dalla petroliera Spichern, una preda che in precedenza era la norvegese Krossfonn, dato che i serbatoi della nafta erano rimasti con solo l'8% di carburante. Il giorno successivo incontrò un sommergibile italiano non specificato dal quale seppe che non erano presenti in zona mercantili nemici ma che cinque corazzate erano state avvistate verso sud-ovest in navigazione ad alta velocità; il rapporto però contrasta con la penuria di carburante che le unità britanniche soffrivano dopo la caccia.
Intanto Churchill cercava di spingere il presidente statunitense Franklin Delano Roosevelt a inviare navi della marina statunitense alla ricerca dell'incrociatore tedesco, sperando in uno scontro tra le due marine che scatenasse un incidente diplomatico tra Germania e Stati Uniti, con la prospettiva di accelerare l'entrata in guerra di questi ultimi. In realtà i tedeschi avevano già notato la presenza statunitense in mare, quando il sommergibile U-74 aveva rilevato nel pomeriggio del 16 maggio la presenza dapprima di tre cacciatorpediniere della classe Dunlap e poi di una nave da battaglia della classe New York, a 1 000 miglia a sud dello stretto di Danimarca e rotta a sud-ovest. Le navi vennero seguite fino a notte, e si mossero in formazione da battaglia a luci oscurate per una "esercitazione notturna", come annotò il comandante Kentrat nel suo diario di guerra, di fatto un pattugliamento nella stessa zona di operazioni delle due navi tedesche che non poteva non essere di aiuto ai britannici impegnati nella ricerca. Il Prinz Eugen, dopo essersi nuovamente rifornito il 28 maggio alle 07:00 dalla petroliera Esso Hamburg in posizione 48° N, 33° O, constatò che le tre caldaie manifestavano inconvenienti e una elica aveva una pala spezzata, incidente accaduto durante le manovre tra i ghiacci; avendo bisogno di riparazioni e di una revisione, il comandante diresse verso Brest, dove approdò il 1º giugno ponendo così fine all'operazione Rheinübung.

## Conseguenze dell'operazione Rheinübung

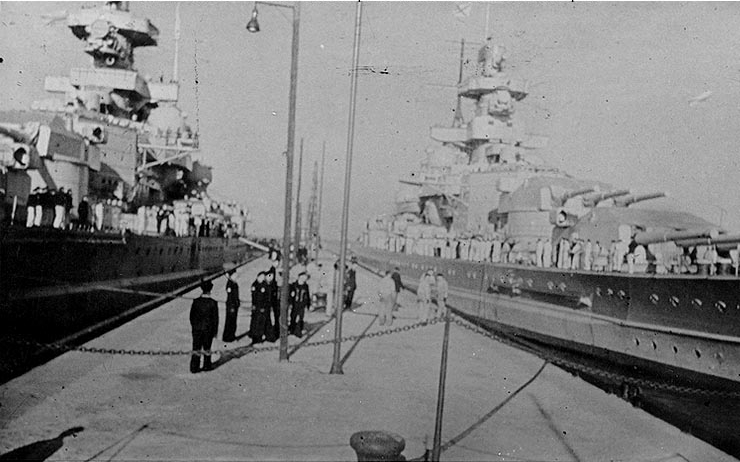
Lo Scharnhorst e lo Gneisenau alla fonda in un porto tedesco

A seguito del fallimento dell'operazione Rheinübung, con la conseguente perdita della Bismarck, la Kriegsmarine non tentò più di entrare in Atlantico con forze di superficie; inoltre Hitler, nell'estate del 1941, temendo una possibile invasione alleata della Norvegia ordinò che la flotta d'alto mare, compresa la squadra presente a Brest, fosse trasferita nei fiordi del paese scandinavo. Tale intento, a dispetto delle perplessità espresse dal Großadmiral Erich Raeder, venne realizzato tra l'11 e il 13 febbraio 1942, con la cosiddetta "operazione Cerberus", ossia il rientro della squadra in Germania attraverso il canale della Manica, che avvenne senza che la RAF e la Royal Navy riuscissero a intervenire.

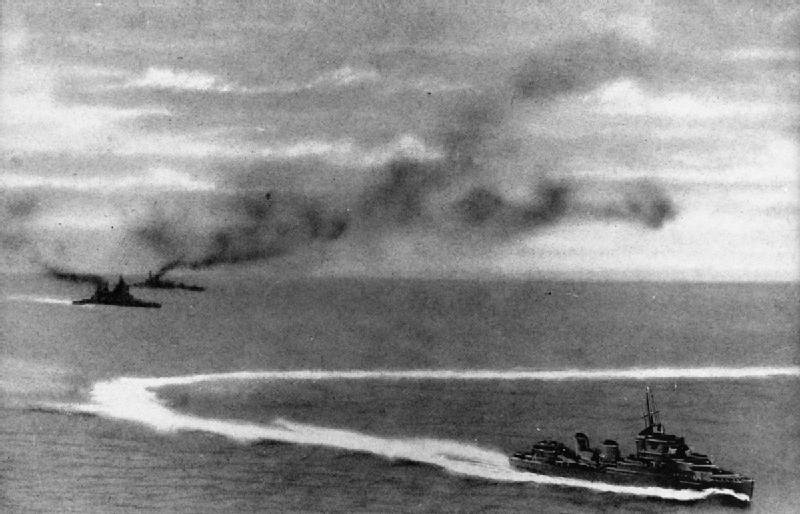
La Prince of Wales e la Repulse durante l'attacco portato dagli aerei giapponesi

La Royal Navy tuttavia, data la presenza della Tirpitz nel Mare del Nord, essendo ben conscia del rischio corso, fu costretta a tenere due squadre di incrociatori costantemente in mare per coprire gli accessi sia al canale di Danimarca sia al varco fra le Isole Fær Øer e Islanda e una squadra comprendente almeno due corazzate moderne a Scapa Flow.
I complimenti riservati al comportamento dell'equipaggio della Bismarck non furono seguiti da analoga attenzione per i comandanti britannici; il 26 maggio Churchill fece preparare un messaggio per Tovey, il comandante più alto in grado in mare durante la caccia e imbarcato sulla ammiraglia Prince of Wales, in quel momento la nave più potente della squadra: in esso si diceva che l'affondamento della Bismarck era talmente prioritario da rischiare che la corazzata britannica potesse rimanere senza carburante o essere sacrificata a tale scopo, nello scontro diretto o affondata dagli U-Boot. Il messaggio fu inviato pur senza l'approvazione dell'ammiraglio Pound, Primo lord del mare, ma fu ricevuto solo a battaglia finita e Tovey, dopo averlo letto, disse che avrebbe disubbidito senza esitazioni a un simile ordine, «il più sciocco e sconsiderato messaggio che sia mai stato trasmesso», a costo di rischiare la corte marziale. Analogamente, di fronte alla richiesta formulata da Pound di fare aprire da Tovey un procedimento disciplinare verso Wake-Walker e Leach per scarsa aggressività, questi rispose che il comportamento dei due ufficiali era stato conforme ai suoi desideri e di fronte al fatto che il procedimento avrebbe potuto essere aperto dallo stesso Ammiragliato rispose che in quel caso avrebbe dato le dimissioni e testimoniato a favore dei colleghi. Il fatto non ebbe seguito.
Se la posizione della Bismarck era stata individuata attraverso delle normali intercettazioni radiogoniometriche, una nuova potente arma era entrata nella disponibilità dei britannici. Il 9 maggio 1941 nel corso della operazione Primrose il cacciatorpediniere HMS Bulldog aveva costretto a emergere, abbordato e catturato evitandone l'affondamento il sommergibile U-110. La cattura permise di entrare in possesso della macchina codificatrice Enigma con la quale i tedeschi codificavano le comunicazioni, e venne fatto credere che il battello fosse stato affondato in modo da non indurre i tedeschi a cambiare la modalità di codifica. Il gruppo segreto di ricerca impiantato dai britannici a Bletchley Park aveva quindi studiato e decodificato la macchina in modo che, per la fine dell'operazione Rheinübung, le comunicazioni della Kriegsmarine erano ampiamente decifrabili da parte della Royal Navy. Di conseguenza 7 su 9 delle petroliere e navi appoggio tedesche impegnate nell'operazione vennero intercettate e affondate o catturate dal 3 al 15 giugno dalle navi britanniche, pregiudicando ogni futura operazione navale tedesca.
La vicenda dimostrò comunque la vulnerabilità di una nave da battaglia, per quanto potente, agli attacchi aerei e i tedeschi non rischiarono più le unità di superficie in Atlantico contro i convogli, limitandosi alla guerra sottomarina e aerea. Gli stessi britannici divennero vittime di questa nuova realtà bellica nell'affondamento della Prince of Wales e della Repulse avvenuto a opera delle forze aeree giapponesi presso Singapore nel dicembre dello stesso anno.

## Cultura di massa
- Affondate la Bismarck! (Sink the Bismarck!), regia di Lewis Gilbert (1960)

### Testi di riferimento
- Clay Blair, Hitler's U-Boat War Vol I (1996), ISBN 0-304-35260-8.
- Walter Boyne, Clash of Titans: World War II at Sea (New York: Simon & Schuster 1995)
- Fritz Otto Busch, The Story of Prinz Eugen (1958), ISBN non esistente.
- Stephen Roskill, The War at Sea 1939-1945. Vol. I (1954), ISBN non esistente.
- Robert D. Ballard, The Discovery of the Bismarck (1990), ISBN 0-670-83587-0
- Winston Churchill, La seconda guerra mondiale - Parte III, volume I: La Germania punta a oriente, Mondadori, 1950, ISBN non esistente.

### Sitografia
- Battleship Bismarck, su battleshipbismarck.info. URL consultato il 27 maggio 2013.
- Bismarck Class, su bismarck-class.dk. URL consultato il 27 maggio 2013 (archiviato dall'url originale il 30 dicembre 2007).
- Modoc, su history.navy.mil. URL consultato il 2 giugno 2013.